# Lista de asteroides (40001-41000)
Esta é uma lista parcial de asteroides, do asteroide número 40001 até o 41000, inclusive. Veja também o índice com todas as listas disponíveis.

| Objeto Próximos à Terra | Cinturão de asteroides (interno) | Cinturão de asteroides (externo) | Centauro       |
| Cruzador de Marte       | Cinturão de asteroides (meio)    | Troianos de Júpiter              | Transnetuniano |

Veja mais dados de cada asteroide na ligação externa para o Minor Planet Center na última coluna.
Índice: 40001... 40101... 40201... 40301... 40401... 40501... 40601... 40701... 40801... 40901... 

## 40001–40100
| Designação       | Designação | Descoberta  | Descoberta          | Descobridor(es)         | Categoria | Mais informações / Referência |
| Permanente       | Provisória | Data        | Local               | Descobridor(es)         | Categoria | Mais informações / Referência |
| ---------------- | ---------- | ----------- | ------------------- | ----------------------- | --------- | ----------------------------- |
| 40001            | 1998 HB88  | 21 abr 1998 | Socorro             | LINEAR                  | —         | MPC                           |
| 40002            | 1998 HS89  | 21 abr 1998 | Socorro             | LINEAR                  | —         | MPC                           |
| 40003            | 1998 HW92  | 21 abr 1998 | Socorro             | LINEAR                  | —         | MPC                           |
| 40004            | 1998 HF94  | 21 abr 1998 | Socorro             | LINEAR                  | —         | MPC                           |
| 40005            | 1998 HA96  | 21 abr 1998 | Socorro             | LINEAR                  | —         | MPC                           |
| 40006            | 1998 HV101 | 24 abr 1998 | Reedy Creek         | J. Broughton            | —         | MPC                           |
| 40007 Vieuxtemps | 1998 HV102 | 25 abr 1998 | La Silla            | E. W. Elst              | —         | MPC                           |
| 40008            | 1998 HN111 | 23 abr 1998 | Socorro             | LINEAR                  | —         | MPC                           |
| 40009            | 1998 HG119 | 23 abr 1998 | Socorro             | LINEAR                  | —         | MPC                           |
| 40010            | 1998 HF122 | 23 abr 1998 | Socorro             | LINEAR                  | —         | MPC                           |
| 40011            | 1998 HK123 | 23 abr 1998 | Socorro             | LINEAR                  | —         | MPC                           |
| 40012            | 1998 HP123 | 23 abr 1998 | Socorro             | LINEAR                  | —         | MPC                           |
| 40013            | 1998 HB124 | 23 abr 1998 | Socorro             | LINEAR                  | —         | MPC                           |
| 40014            | 1998 HL124 | 23 abr 1998 | Socorro             | LINEAR                  | —         | MPC                           |
| 40015            | 1998 HB125 | 23 abr 1998 | Socorro             | LINEAR                  | —         | MPC                           |
| 40016            | 1998 HT127 | 18 abr 1998 | Socorro             | LINEAR                  | —         | MPC                           |
| 40017            | 1998 HY127 | 18 abr 1998 | Socorro             | LINEAR                  | —         | MPC                           |
| 40018            | 1998 HH134 | 19 abr 1998 | Socorro             | LINEAR                  | —         | MPC                           |
| 40019            | 1998 HR136 | 20 abr 1998 | Socorro             | LINEAR                  | —         | MPC                           |
| 40020            | 1998 HX136 | 20 abr 1998 | Socorro             | LINEAR                  | —         | MPC                           |
| 40021            | 1998 HG137 | 20 abr 1998 | Socorro             | LINEAR                  | —         | MPC                           |
| 40022            | 1998 HP146 | 23 abr 1998 | Socorro             | LINEAR                  | —         | MPC                           |
| 40023 ANPCEN     | 1998 HU148 | 25 abr 1998 | La Silla            | E. W. Elst              | —         | MPC                           |
| 40024            | 1998 HW148 | 25 abr 1998 | La Silla            | E. W. Elst              | —         | MPC                           |
| 40025            | 1998 HQ149 | 25 abr 1998 | La Silla            | E. W. Elst              | —         | MPC                           |
| 40026            | 1998 JF3   | 1 mai 1998  | Anderson Mesa       | LONEOS                  | —         | MPC                           |
| 40027            | 1998 JH4   | 15 mai 1998 | Woomera             | F. B. Zoltowski         | —         | MPC                           |
| 40028            | 1998 KO1   | 18 mai 1998 | Anderson Mesa       | LONEOS                  | —         | MPC                           |
| 40029            | 1998 KG2   | 22 mai 1998 | Socorro             | LINEAR                  | —         | MPC                           |
| 40030            | 1998 KL2   | 22 mai 1998 | Socorro             | LINEAR                  | Pallas    | MPC                           |
| 40031            | 1998 KP2   | 22 mai 1998 | Socorro             | LINEAR                  | —         | MPC                           |
| 40032            | 1998 KD10  | 26 mai 1998 | Xinglong            | SCAP                    | —         | MPC                           |
| 40033            | 1998 KX10  | 22 mai 1998 | Kitt Peak           | Spacewatch              | —         | MPC                           |
| 40034            | 1998 KB11  | 22 mai 1998 | Kitt Peak           | Spacewatch              | —         | MPC                           |
| 40035            | 1998 KO15  | 22 mai 1998 | Socorro             | LINEAR                  | Phocaea   | MPC                           |
| 40036            | 1998 KT19  | 22 mai 1998 | Socorro             | LINEAR                  | —         | MPC                           |
| 40037            | 1998 KS22  | 22 mai 1998 | Socorro             | LINEAR                  | —         | MPC                           |
| 40038            | 1998 KT22  | 22 mai 1998 | Socorro             | LINEAR                  | —         | MPC                           |
| 40039            | 1998 KW26  | 21 mai 1998 | Mallorca            | Á. López J., R. Pacheco | Pallas    | MPC                           |
| 40040            | 1998 KC27  | 22 mai 1998 | Socorro             | LINEAR                  | —         | MPC                           |
| 40041            | 1998 KK29  | 22 mai 1998 | Socorro             | LINEAR                  | —         | MPC                           |
| 40042            | 1998 KM30  | 22 mai 1998 | Socorro             | LINEAR                  | —         | MPC                           |
| 40043            | 1998 KV30  | 22 mai 1998 | Socorro             | LINEAR                  | —         | MPC                           |
| 40044            | 1998 KH32  | 22 mai 1998 | Socorro             | LINEAR                  | —         | MPC                           |
| 40045            | 1998 KZ33  | 22 mai 1998 | Socorro             | LINEAR                  | —         | MPC                           |
| 40046            | 1998 KT34  | 22 mai 1998 | Socorro             | LINEAR                  | —         | MPC                           |
| 40047            | 1998 KW34  | 22 mai 1998 | Socorro             | LINEAR                  | —         | MPC                           |
| 40048            | 1998 KA36  | 22 mai 1998 | Socorro             | LINEAR                  | —         | MPC                           |
| 40049            | 1998 KB37  | 22 mai 1998 | Socorro             | LINEAR                  | —         | MPC                           |
| 40050            | 1998 KP37  | 22 mai 1998 | Socorro             | LINEAR                  | —         | MPC                           |
| 40051            | 1998 KY37  | 22 mai 1998 | Socorro             | LINEAR                  | —         | MPC                           |
| 40052            | 1998 KB38  | 22 mai 1998 | Socorro             | LINEAR                  | —         | MPC                           |
| 40053            | 1998 KH41  | 22 mai 1998 | Socorro             | LINEAR                  | —         | MPC                           |
| 40054            | 1998 KP42  | 27 mai 1998 | Anderson Mesa       | LONEOS                  | —         | MPC                           |
| 40055            | 1998 KS43  | 24 mai 1998 | Socorro             | LINEAR                  | —         | MPC                           |
| 40056            | 1998 KT44  | 22 mai 1998 | Socorro             | LINEAR                  | —         | MPC                           |
| 40057            | 1998 KJ45  | 22 mai 1998 | Socorro             | LINEAR                  | —         | MPC                           |
| 40058            | 1998 KL46  | 22 mai 1998 | Socorro             | LINEAR                  | —         | MPC                           |
| 40059            | 1998 KR47  | 22 mai 1998 | Socorro             | LINEAR                  | —         | MPC                           |
| 40060            | 1998 KC48  | 22 mai 1998 | Socorro             | LINEAR                  | —         | MPC                           |
| 40061            | 1998 KQ48  | 22 mai 1998 | Socorro             | LINEAR                  | —         | MPC                           |
| 40062            | 1998 KP49  | 23 mai 1998 | Socorro             | LINEAR                  | —         | MPC                           |
| 40063            | 1998 KV49  | 23 mai 1998 | Socorro             | LINEAR                  | —         | MPC                           |
| 40064            | 1998 KW50  | 23 mai 1998 | Socorro             | LINEAR                  | —         | MPC                           |
| 40065            | 1998 KX50  | 23 mai 1998 | Socorro             | LINEAR                  | —         | MPC                           |
| 40066            | 1998 KF51  | 23 mai 1998 | Socorro             | LINEAR                  | —         | MPC                           |
| 40067            | 1998 KA54  | 23 mai 1998 | Socorro             | LINEAR                  | —         | MPC                           |
| 40068            | 1998 KS54  | 23 mai 1998 | Socorro             | LINEAR                  | —         | MPC                           |
| 40069            | 1998 KQ55  | 23 mai 1998 | Socorro             | LINEAR                  | —         | MPC                           |
| 40070            | 1998 KG58  | 26 mai 1998 | Socorro             | LINEAR                  | —         | MPC                           |
| 40071            | 1998 KL59  | 23 mai 1998 | Socorro             | LINEAR                  | —         | MPC                           |
| 40072            | 1998 KZ59  | 23 mai 1998 | Socorro             | LINEAR                  | —         | MPC                           |
| 40073            | 1998 KN60  | 23 mai 1998 | Socorro             | LINEAR                  | —         | MPC                           |
| 40074            | 1998 KN63  | 22 mai 1998 | Socorro             | LINEAR                  | —         | MPC                           |
| 40075            | 1998 KS63  | 22 mai 1998 | Socorro             | LINEAR                  | —         | MPC                           |
| 40076            | 1998 LB    | 2 jun 1998  | Anderson Mesa       | LONEOS                  | —         | MPC                           |
| 40077            | 1998 MZ4   | 19 jun 1998 | Kitt Peak           | Spacewatch              | —         | MPC                           |
| 40078            | 1998 ML8   | 19 jun 1998 | Socorro             | LINEAR                  | Pallas    | MPC                           |
| 40079            | 1998 MD9   | 19 jun 1998 | Socorro             | LINEAR                  | Phocaea   | MPC                           |
| 40080            | 1998 MY9   | 19 jun 1998 | Socorro             | LINEAR                  | —         | MPC                           |
| 40081            | 1998 MG14  | 25 jun 1998 | Caussols            | ODAS                    | —         | MPC                           |
| 40082            | 1998 ML16  | 27 jun 1998 | Kitt Peak           | Spacewatch              | —         | MPC                           |
| 40083            | 1998 MS18  | 19 jun 1998 | Caussols            | ODAS                    | —         | MPC                           |
| 40084            | 1998 MS22  | 24 jun 1998 | Socorro             | LINEAR                  | —         | MPC                           |
| 40085            | 1998 MW32  | 24 jun 1998 | Socorro             | LINEAR                  | —         | MPC                           |
| 40086            | 1998 MK33  | 24 jun 1998 | Socorro             | LINEAR                  | —         | MPC                           |
| 40087            | 1998 MU34  | 24 jun 1998 | Socorro             | LINEAR                  | Phocaea   | MPC                           |
| 40088            | 1998 MJ37  | 23 jun 1998 | Anderson Mesa       | LONEOS                  | —         | MPC                           |
| 40089            | 1998 MH40  | 26 jun 1998 | La Silla            | E. W. Elst              | —         | MPC                           |
| 40090            | 1998 MZ40  | 28 jun 1998 | La Silla            | E. W. Elst              | —         | MPC                           |
| 40091            | 1998 MH41  | 28 jun 1998 | La Silla            | E. W. Elst              | —         | MPC                           |
| 40092 Memel      | 1998 ME47  | 28 jun 1998 | La Silla            | E. W. Elst              | —         | MPC                           |
| 40093            | 1998 NH    | 15 jul 1998 | Prescott            | P. G. Comba             | —         | MPC                           |
| 40094            | 1998 NN    | 15 jul 1998 | Anderson Mesa       | LONEOS                  | —         | MPC                           |
| 40095            | 1998 OV4   | 29 jul 1998 | Višnjan Observatory | Višnjan Obs.            | —         | MPC                           |
| 40096            | 1998 OR9   | 26 jul 1998 | La Silla            | E. W. Elst              | —         | MPC                           |
| 40097            | 1998 OB13  | 26 jul 1998 | La Silla            | E. W. Elst              | —         | MPC                           |
| 40098            | 1998 OW14  | 26 jul 1998 | La Silla            | E. W. Elst              | —         | MPC                           |
| 40099            | 1998 OB15  | 26 jul 1998 | La Silla            | E. W. Elst              | —         | MPC                           |
| 40100            | 1998 PV    | 12 ago 1998 | Woomera             | F. B. Zoltowski         | —         | MPC                           |

## 40101–40200
| Designação    | Designação | Descoberta  | Descoberta          | Descobridor(es) | Categoria | Mais informações / Referência |
| Permanente    | Provisória | Data        | Local               | Descobridor(es) | Categoria | Mais informações / Referência |
| ------------- | ---------- | ----------- | ------------------- | --------------- | --------- | ----------------------------- |
| 40101         | 1998 QX    | 19 ago 1998 | Haleakalā           | NEAT            | —         | MPC                           |
| 40102         | 1998 QU1   | 19 ago 1998 | Haleakala           | NEAT            | —         | MPC                           |
| 40103         | 1998 QX3   | 17 ago 1998 | Višnjan Observatory | Višnjan Obs.    | —         | MPC                           |
| 40104         | 1998 QE4   | 17 ago 1998 | Reedy Creek         | J. Broughton    | Brangane  | MPC                           |
| 40105         | 1998 QL4   | 17 ago 1998 | Woomera             | F. B. Zoltowski | —         | MPC                           |
| 40106 Erben   | 1998 QW5   | 20 ago 1998 | Ondřejov            | P. Pravec       | —         | MPC                           |
| 40107         | 1998 QB7   | 17 ago 1998 | Socorro             | LINEAR          | —         | MPC                           |
| 40108         | 1998 QU7   | 17 ago 1998 | Socorro             | LINEAR          | —         | MPC                           |
| 40109         | 1998 QC8   | 17 ago 1998 | Socorro             | LINEAR          | —         | MPC                           |
| 40110         | 1998 QM9   | 17 ago 1998 | Socorro             | LINEAR          | —         | MPC                           |
| 40111         | 1998 QK12  | 17 ago 1998 | Socorro             | LINEAR          | Brangane  | MPC                           |
| 40112         | 1998 QM13  | 17 ago 1998 | Socorro             | LINEAR          | —         | MPC                           |
| 40113         | 1998 QZ13  | 17 ago 1998 | Socorro             | LINEAR          | —         | MPC                           |
| 40114         | 1998 QB15  | 17 ago 1998 | Socorro             | LINEAR          | —         | MPC                           |
| 40115         | 1998 QB19  | 17 ago 1998 | Socorro             | LINEAR          | Brangane  | MPC                           |
| 40116         | 1998 QD19  | 17 ago 1998 | Socorro             | LINEAR          | —         | MPC                           |
| 40117         | 1998 QG21  | 17 ago 1998 | Socorro             | LINEAR          | —         | MPC                           |
| 40118         | 1998 QX22  | 17 ago 1998 | Socorro             | LINEAR          | —         | MPC                           |
| 40119         | 1998 QB23  | 17 ago 1998 | Socorro             | LINEAR          | Ursula    | MPC                           |
| 40120         | 1998 QT23  | 17 ago 1998 | Socorro             | LINEAR          | Brangane  | MPC                           |
| 40121         | 1998 QA29  | 18 ago 1998 | Reedy Creek         | J. Broughton    | —         | MPC                           |
| 40122         | 1998 QZ30  | 17 ago 1998 | Socorro             | LINEAR          | —         | MPC                           |
| 40123         | 1998 QC31  | 17 ago 1998 | Socorro             | LINEAR          | —         | MPC                           |
| 40124         | 1998 QN35  | 17 ago 1998 | Socorro             | LINEAR          | —         | MPC                           |
| 40125         | 1998 QU38  | 17 ago 1998 | Socorro             | LINEAR          | Brangane  | MPC                           |
| 40126         | 1998 QL40  | 17 ago 1998 | Socorro             | LINEAR          | —         | MPC                           |
| 40127         | 1998 QD43  | 17 ago 1998 | Socorro             | LINEAR          | —         | MPC                           |
| 40128         | 1998 QL43  | 17 ago 1998 | Socorro             | LINEAR          | —         | MPC                           |
| 40129         | 1998 QY45  | 17 ago 1998 | Socorro             | LINEAR          | —         | MPC                           |
| 40130         | 1998 QV47  | 17 ago 1998 | Socorro             | LINEAR          | —         | MPC                           |
| 40131         | 1998 QJ48  | 17 ago 1998 | Socorro             | LINEAR          | —         | MPC                           |
| 40132         | 1998 QL48  | 17 ago 1998 | Socorro             | LINEAR          | Ursula    | MPC                           |
| 40133         | 1998 QF53  | 20 ago 1998 | Anderson Mesa       | LONEOS          | —         | MPC                           |
| 40134 Marsili | 1998 QO53  | 27 ago 1998 | Colleverde          | V. S. Casulli   | —         | MPC                           |
| 40135         | 1998 QS53  | 26 ago 1998 | Farra d'Isonzo      | Farra d'Isonzo  | Brangane  | MPC                           |
| 40136         | 1998 QS56  | 30 ago 1998 | Kitt Peak           | Spacewatch      | —         | MPC                           |
| 40137         | 1998 QO60  | 28 ago 1998 | Ondřejov            | L. Kotková      | —         | MPC                           |
| 40138         | 1998 QF63  | 30 ago 1998 | Xinglong            | SCAP            | Brangane  | MPC                           |
| 40139         | 1998 QL64  | 24 ago 1998 | Socorro             | LINEAR          | —         | MPC                           |
| 40140         | 1998 QQ68  | 24 ago 1998 | Socorro             | LINEAR          | —         | MPC                           |
| 40141         | 1998 QL70  | 24 ago 1998 | Socorro             | LINEAR          | —         | MPC                           |
| 40142         | 1998 QT70  | 24 ago 1998 | Socorro             | LINEAR          | —         | MPC                           |
| 40143         | 1998 QW70  | 24 ago 1998 | Socorro             | LINEAR          | —         | MPC                           |
| 40144         | 1998 QC71  | 24 ago 1998 | Socorro             | LINEAR          | —         | MPC                           |
| 40145         | 1998 QF71  | 24 ago 1998 | Socorro             | LINEAR          | —         | MPC                           |
| 40146         | 1998 QR71  | 24 ago 1998 | Socorro             | LINEAR          | —         | MPC                           |
| 40147         | 1998 QB72  | 24 ago 1998 | Socorro             | LINEAR          | —         | MPC                           |
| 40148         | 1998 QB73  | 24 ago 1998 | Socorro             | LINEAR          | —         | MPC                           |
| 40149         | 1998 QF74  | 24 ago 1998 | Socorro             | LINEAR          | Brangane  | MPC                           |
| 40150         | 1998 QF75  | 24 ago 1998 | Socorro             | LINEAR          | —         | MPC                           |
| 40151         | 1998 QO75  | 24 ago 1998 | Socorro             | LINEAR          | —         | MPC                           |
| 40152         | 1998 QA77  | 24 ago 1998 | Socorro             | LINEAR          | Brangane  | MPC                           |
| 40153         | 1998 QD79  | 24 ago 1998 | Socorro             | LINEAR          | —         | MPC                           |
| 40154         | 1998 QE83  | 24 ago 1998 | Socorro             | LINEAR          | —         | MPC                           |
| 40155         | 1998 QA84  | 24 ago 1998 | Socorro             | LINEAR          | —         | MPC                           |
| 40156         | 1998 QH86  | 24 ago 1998 | Socorro             | LINEAR          | —         | MPC                           |
| 40157         | 1998 QA88  | 24 ago 1998 | Socorro             | LINEAR          | Brangane  | MPC                           |
| 40158         | 1998 QP88  | 24 ago 1998 | Socorro             | LINEAR          | —         | MPC                           |
| 40159         | 1998 QC90  | 24 ago 1998 | Socorro             | LINEAR          | —         | MPC                           |
| 40160         | 1998 QL91  | 28 ago 1998 | Socorro             | LINEAR          | Juno      | MPC                           |
| 40161         | 1998 QO91  | 28 ago 1998 | Socorro             | LINEAR          | Phocaea   | MPC                           |
| 40162         | 1998 QK95  | 19 ago 1998 | Socorro             | LINEAR          | Brangane  | MPC                           |
| 40163         | 1998 QC96  | 19 ago 1998 | Socorro             | LINEAR          | —         | MPC                           |
| 40164         | 1998 QW99  | 26 ago 1998 | La Silla            | E. W. Elst      | —         | MPC                           |
| 40165         | 1998 QP102 | 26 ago 1998 | La Silla            | E. W. Elst      | Brangane  | MPC                           |
| 40166         | 1998 QW102 | 26 ago 1998 | La Silla            | E. W. Elst      | —         | MPC                           |
| 40167         | 1998 QF103 | 26 ago 1998 | La Silla            | E. W. Elst      | —         | MPC                           |
| 40168         | 1998 QW104 | 26 ago 1998 | La Silla            | E. W. Elst      | —         | MPC                           |
| 40169         | 1998 QG105 | 25 ago 1998 | La Silla            | E. W. Elst      | —         | MPC                           |
| 40170         | 1998 RK    | 1 set 1998  | Woomera             | F. B. Zoltowski | —         | MPC                           |
| 40171         | 1998 RS    | 11 set 1998 | Zeno                | T. Stafford     | —         | MPC                           |
| 40172         | 1998 RQ6   | 15 set 1998 | Anderson Mesa       | LONEOS          | —         | MPC                           |
| 40173         | 1998 RE7   | 12 set 1998 | Kitt Peak           | Spacewatch      | —         | MPC                           |
| 40174         | 1998 RY12  | 14 set 1998 | Kitt Peak           | Spacewatch      | —         | MPC                           |
| 40175         | 1998 RE16  | 14 set 1998 | Xinglong            | SCAP            | —         | MPC                           |
| 40176         | 1998 RH27  | 14 set 1998 | Socorro             | LINEAR          | Brangane  | MPC                           |
| 40177         | 1998 RU28  | 14 set 1998 | Socorro             | LINEAR          | —         | MPC                           |
| 40178         | 1998 RU36  | 14 set 1998 | Socorro             | LINEAR          | —         | MPC                           |
| 40179         | 1998 RM38  | 14 set 1998 | Socorro             | LINEAR          | Brangane  | MPC                           |
| 40180         | 1998 RR48  | 14 set 1998 | Socorro             | LINEAR          | —         | MPC                           |
| 40181         | 1998 RN50  | 14 set 1998 | Socorro             | LINEAR          | —         | MPC                           |
| 40182         | 1998 RO55  | 14 set 1998 | Socorro             | LINEAR          | —         | MPC                           |
| 40183         | 1998 RP58  | 14 set 1998 | Socorro             | LINEAR          | —         | MPC                           |
| 40184         | 1998 RQ58  | 14 set 1998 | Socorro             | LINEAR          | —         | MPC                           |
| 40185         | 1998 RL60  | 14 set 1998 | Socorro             | LINEAR          | Brangane  | MPC                           |
| 40186         | 1998 RN60  | 14 set 1998 | Socorro             | LINEAR          | —         | MPC                           |
| 40187         | 1998 RR61  | 14 set 1998 | Socorro             | LINEAR          | —         | MPC                           |
| 40188         | 1998 RQ64  | 14 set 1998 | Socorro             | LINEAR          | —         | MPC                           |
| 40189         | 1998 RR67  | 14 set 1998 | Socorro             | LINEAR          | —         | MPC                           |
| 40190         | 1998 RL74  | 14 set 1998 | Socorro             | LINEAR          | Ursula    | MPC                           |
| 40191         | 1998 RM75  | 14 set 1998 | Socorro             | LINEAR          | —         | MPC                           |
| 40192         | 1998 RV75  | 14 set 1998 | Socorro             | LINEAR          | —         | MPC                           |
| 40193         | 1998 RF77  | 14 set 1998 | Socorro             | LINEAR          | —         | MPC                           |
| 40194         | 1998 RG78  | 14 set 1998 | Socorro             | LINEAR          | —         | MPC                           |
| 40195         | 1998 RU78  | 14 set 1998 | Socorro             | LINEAR          | Ursula    | MPC                           |
| 40196         | 1998 RM80  | 14 set 1998 | Socorro             | LINEAR          | —         | MPC                           |
| 40197         | 1998 RP80  | 14 set 1998 | Socorro             | LINEAR          | —         | MPC                           |
| 40198         | 1998 SA1   | 16 set 1998 | Caussols            | ODAS            | —         | MPC                           |
| 40199         | 1998 SE1   | 16 set 1998 | Caussols            | ODAS            | Brangane  | MPC                           |
| 40200         | 1998 SW9   | 18 set 1998 | Višnjan Observatory | Višnjan Obs.    | —         | MPC                           |

## 40201–40300
| Designação        | Designação | Descoberta  | Descoberta          | Descobridor(es)                | Categoria | Mais informações / Referência |
| Permanente        | Provisória | Data        | Local               | Descobridor(es)                | Categoria | Mais informações / Referência |
| ----------------- | ---------- | ----------- | ------------------- | ------------------------------ | --------- | ----------------------------- |
| 40201             | 1998 SO13  | 21 set 1998 | Caussols            | ODAS                           | —         | MPC                           |
| 40202             | 1998 SN26  | 24 set 1998 | Kleť                | Kleť Obs.                      | —         | MPC                           |
| 40203             | 1998 SP27  | 24 set 1998 | Catalina            | CSS                            | Juno      | MPC                           |
| 40204             | 1998 SV27  | 23 set 1998 | Goodricke-Pigott    | R. A. Tucker                   | —         | MPC                           |
| 40205             | 1998 SU30  | 19 set 1998 | Kitt Peak           | Spacewatch                     | —         | MPC                           |
| 40206 Lhenice     | 1998 SB36  | 26 set 1998 | Kleť                | J. Tichá, M. Tichý             | —         | MPC                           |
| 40207             | 1998 SE44  | 23 set 1998 | Kitt Peak           | Spacewatch                     | —         | MPC                           |
| 40208             | 1998 SK53  | 16 set 1998 | Anderson Mesa       | LONEOS                         | —         | MPC                           |
| 40209             | 1998 SU55  | 16 set 1998 | Anderson Mesa       | LONEOS                         | Ursula    | MPC                           |
| 40210             | 1998 SL56  | 16 set 1998 | Anderson Mesa       | LONEOS                         | —         | MPC                           |
| 40211             | 1998 SC57  | 17 set 1998 | Anderson Mesa       | LONEOS                         | —         | MPC                           |
| 40212             | 1998 SC58  | 17 set 1998 | Anderson Mesa       | LONEOS                         | —         | MPC                           |
| 40213             | 1998 SQ58  | 17 set 1998 | Anderson Mesa       | LONEOS                         | —         | MPC                           |
| 40214             | 1998 SR63  | 29 set 1998 | Xinglong            | SCAP                           | —         | MPC                           |
| 40215             | 1998 SZ69  | 21 set 1998 | Socorro             | LINEAR                         | —         | MPC                           |
| 40216             | 1998 SF79  | 26 set 1998 | Socorro             | LINEAR                         | Brangane  | MPC                           |
| 40217             | 1998 SM87  | 26 set 1998 | Socorro             | LINEAR                         | —         | MPC                           |
| 40218             | 1998 SQ97  | 26 set 1998 | Socorro             | LINEAR                         | —         | MPC                           |
| 40219             | 1998 SX111 | 26 set 1998 | Socorro             | LINEAR                         | —         | MPC                           |
| 40220             | 1998 SH122 | 26 set 1998 | Socorro             | LINEAR                         | —         | MPC                           |
| 40221             | 1998 SG136 | 26 set 1998 | Socorro             | LINEAR                         | —         | MPC                           |
| 40222             | 1998 SJ137 | 26 set 1998 | Socorro             | LINEAR                         | —         | MPC                           |
| 40223             | 1998 SX142 | 26 set 1998 | Socorro             | LINEAR                         | Eunomia   | MPC                           |
| 40224             | 1998 SJ143 | 23 set 1998 | Caussols            | ODAS                           | Brangane  | MPC                           |
| 40225             | 1998 SX144 | 20 set 1998 | La Silla            | E. W. Elst                     | —         | MPC                           |
| 40226             | 1998 SA145 | 20 set 1998 | La Silla            | E. W. Elst                     | —         | MPC                           |
| 40227 Tahiti      | 1998 SR145 | 20 set 1998 | La Silla            | E. W. Elst                     | —         | MPC                           |
| 40228             | 1998 TR1   | 12 out 1998 | Reedy Creek         | J. Broughton                   | —         | MPC                           |
| 40229             | 1998 TO3   | 14 out 1998 | Socorro             | LINEAR                         | Juno      | MPC                           |
| 40230 Rožmberk    | 1998 TJ6   | 14 out 1998 | Kleť                | M. Tichý                       | —         | MPC                           |
| 40231             | 1998 TS6   | 14 out 1998 | Xinglong            | SCAP                           | Juno      | MPC                           |
| 40232             | 1998 UD    | 16 out 1998 | Catalina            | CSS                            | —         | MPC                           |
| 40233             | 1998 UH2   | 20 out 1998 | Caussols            | ODAS                           | —         | MPC                           |
| 40234             | 1998 UG4   | 21 out 1998 | Reedy Creek         | J. Broughton                   | —         | MPC                           |
| 40235             | 1998 UX7   | 23 out 1998 | Višnjan Observatory | K. Korlević                    | —         | MPC                           |
| 40236             | 1998 UF33  | 28 out 1998 | Socorro             | LINEAR                         | —         | MPC                           |
| 40237             | 1998 VM6   | 11 nov 1998 | Nachi-Katsuura      | Y. Shimizu, T. Urata           | Vesta     | MPC                           |
| 40238             | 1998 VR13  | 10 nov 1998 | Socorro             | LINEAR                         | Juno      | MPC                           |
| 40239             | 1998 VY16  | 10 nov 1998 | Socorro             | LINEAR                         | —         | MPC                           |
| 40240             | 1998 VV37  | 10 nov 1998 | Socorro             | LINEAR                         | —         | MPC                           |
| 40241             | 1998 VA46  | 15 nov 1998 | Anderson Mesa       | LONEOS                         | Juno      | MPC                           |
| 40242             | 1998 VU46  | 14 nov 1998 | Kitt Peak           | Spacewatch                     | Ursula    | MPC                           |
| 40243             | 1998 WH1   | 18 nov 1998 | Catalina            | CSS                            | —         | MPC                           |
| 40244             | 1998 WP4   | 17 nov 1998 | Catalina            | CSS                            | —         | MPC                           |
| 40245             | 1998 WO7   | 23 nov 1998 | Socorro             | LINEAR                         | —         | MPC                           |
| 40246             | 1998 WV18  | 21 nov 1998 | Socorro             | LINEAR                         | Juno      | MPC                           |
| 40247             | 1998 XK4   | 11 dez 1998 | Socorro             | LINEAR                         | Juno      | MPC                           |
| 40248 Yukikajiura | 1998 XF5   | 12 dez 1998 | Goodricke-Pigott    | R. A. Tucker                   | —         | MPC                           |
| 40249             | 1998 XM11  | 13 dez 1998 | Oizumi              | T. Kobayashi                   | —         | MPC                           |
| 40250             | 1998 XG16  | 14 dez 1998 | Socorro             | LINEAR                         | —         | MPC                           |
| 40251             | 1998 XK87  | 15 dez 1998 | Socorro             | LINEAR                         | —         | MPC                           |
| 40252             | 1998 YE6   | 22 dez 1998 | Catalina            | CSS                            | —         | MPC                           |
| 40253             | 1999 BB1   | 17 jan 1999 | Catalina            | CSS                            | Juno      | MPC                           |
| 40254             | 1999 BB26  | 21 jan 1999 | Monte Agliale       | S. Donati, M. M. M. Santangelo | —         | MPC                           |
| 40255             | 1999 CN4   | 12 fev 1999 | Prescott            | P. G. Comba                    | —         | MPC                           |
| 40256             | 1999 CM6   | 10 fev 1999 | Socorro             | LINEAR                         | Juno      | MPC                           |
| 40257             | 1999 CZ56  | 10 fev 1999 | Socorro             | LINEAR                         | —         | MPC                           |
| 40258             | 1999 CF61  | 12 fev 1999 | Socorro             | LINEAR                         | —         | MPC                           |
| 40259             | 1999 CZ85  | 10 fev 1999 | Socorro             | LINEAR                         | —         | MPC                           |
| 40260             | 1999 CU98  | 10 fev 1999 | Socorro             | LINEAR                         | —         | MPC                           |
| 40261             | 1999 CD117 | 12 fev 1999 | Socorro             | LINEAR                         | —         | MPC                           |
| 40262             | 1999 CF156 | 7 fev 1999  | Kitt Peak           | Spacewatch                     | Vesta     | MPC                           |
| 40263             | 1999 FQ5   | 18 mar 1999 | Kitt Peak           | Spacewatch                     | —         | MPC                           |
| 40264             | 1999 FJ7   | 20 mar 1999 | Socorro             | LINEAR                         | Juno      | MPC                           |
| 40265             | 1999 FQ22  | 19 mar 1999 | Socorro             | LINEAR                         | —         | MPC                           |
| 40266             | 1999 GS    | 5 abr 1999  | Višnjan Observatory | K. Korlević                    | —         | MPC                           |
| 40267             | 1999 GJ4   | 10 abr 1999 | Socorro             | LINEAR                         | —         | MPC                           |
| 40268             | 1999 GU8   | 10 abr 1999 | Anderson Mesa       | LONEOS                         | —         | MPC                           |
| 40269             | 1999 GP25  | 6 abr 1999  | Socorro             | LINEAR                         | —         | MPC                           |
| 40270             | 1999 JE    | 6 mai 1999  | Socorro             | LINEAR                         | Juno      | MPC                           |
| 40271             | 1999 JT    | 4 mai 1999  | Xinglong            | SCAP                           | —         | MPC                           |
| 40272             | 1999 JA7   | 8 mai 1999  | Catalina            | CSS                            | —         | MPC                           |
| 40273             | 1999 JS7   | 13 mai 1999 | Reedy Creek         | J. Broughton                   | —         | MPC                           |
| 40274             | 1999 JT14  | 10 mai 1999 | Socorro             | LINEAR                         | —         | MPC                           |
| 40275             | 1999 JW15  | 10 mai 1999 | Socorro             | LINEAR                         | —         | MPC                           |
| 40276             | 1999 JR19  | 10 mai 1999 | Socorro             | LINEAR                         | —         | MPC                           |
| 40277             | 1999 JL30  | 10 mai 1999 | Socorro             | LINEAR                         | —         | MPC                           |
| 40278             | 1999 JC34  | 10 mai 1999 | Socorro             | LINEAR                         | —         | MPC                           |
| 40279             | 1999 JD35  | 10 mai 1999 | Socorro             | LINEAR                         | —         | MPC                           |
| 40280             | 1999 JV44  | 10 mai 1999 | Socorro             | LINEAR                         | —         | MPC                           |
| 40281             | 1999 JY47  | 10 mai 1999 | Socorro             | LINEAR                         | —         | MPC                           |
| 40282             | 1999 JD48  | 10 mai 1999 | Socorro             | LINEAR                         | Phocaea   | MPC                           |
| 40283             | 1999 JO50  | 10 mai 1999 | Socorro             | LINEAR                         | —         | MPC                           |
| 40284             | 1999 JE52  | 10 mai 1999 | Socorro             | LINEAR                         | —         | MPC                           |
| 40285             | 1999 JT52  | 10 mai 1999 | Socorro             | LINEAR                         | —         | MPC                           |
| 40286             | 1999 JN53  | 10 mai 1999 | Socorro             | LINEAR                         | —         | MPC                           |
| 40287             | 1999 JS61  | 10 mai 1999 | Socorro             | LINEAR                         | —         | MPC                           |
| 40288             | 1999 JP64  | 10 mai 1999 | Socorro             | LINEAR                         | —         | MPC                           |
| 40289             | 1999 JS64  | 10 mai 1999 | Socorro             | LINEAR                         | —         | MPC                           |
| 40290             | 1999 JV64  | 10 mai 1999 | Socorro             | LINEAR                         | —         | MPC                           |
| 40291             | 1999 JX71  | 12 mai 1999 | Socorro             | LINEAR                         | —         | MPC                           |
| 40292             | 1999 JD72  | 12 mai 1999 | Socorro             | LINEAR                         | —         | MPC                           |
| 40293             | 1999 JG73  | 12 mai 1999 | Socorro             | LINEAR                         | —         | MPC                           |
| 40294             | 1999 JT73  | 12 mai 1999 | Socorro             | LINEAR                         | —         | MPC                           |
| 40295             | 1999 JX73  | 12 mai 1999 | Socorro             | LINEAR                         | —         | MPC                           |
| 40296             | 1999 JE74  | 12 mai 1999 | Socorro             | LINEAR                         | —         | MPC                           |
| 40297             | 1999 JJ74  | 12 mai 1999 | Socorro             | LINEAR                         | —         | MPC                           |
| 40298             | 1999 JD81  | 13 mai 1999 | Socorro             | LINEAR                         | —         | MPC                           |
| 40299             | 1999 JN90  | 12 mai 1999 | Socorro             | LINEAR                         | —         | MPC                           |
| 40300             | 1999 JT93  | 12 mai 1999 | Socorro             | LINEAR                         | —         | MPC                           |

## 40301–40400
| Designação | Designação | Descoberta  | Descoberta          | Descobridor(es)               | Categoria | Mais informações / Referência |
| Permanente | Provisória | Data        | Local               | Descobridor(es)               | Categoria | Mais informações / Referência |
| ---------- | ---------- | ----------- | ------------------- | ----------------------------- | --------- | ----------------------------- |
| 40301      | 1999 JU93  | 12 mai 1999 | Socorro             | LINEAR                        | —         | MPC                           |
| 40302      | 1999 JD98  | 12 mai 1999 | Socorro             | LINEAR                        | —         | MPC                           |
| 40303      | 1999 JU98  | 12 mai 1999 | Socorro             | LINEAR                        | —         | MPC                           |
| 40304      | 1999 JX104 | 12 mai 1999 | Socorro             | LINEAR                        | —         | MPC                           |
| 40305      | 1999 JP111 | 13 mai 1999 | Socorro             | LINEAR                        | —         | MPC                           |
| 40306      | 1999 JN112 | 13 mai 1999 | Socorro             | LINEAR                        | —         | MPC                           |
| 40307      | 1999 JN115 | 13 mai 1999 | Socorro             | LINEAR                        | —         | MPC                           |
| 40308      | 1999 JV120 | 13 mai 1999 | Socorro             | LINEAR                        | —         | MPC                           |
| 40309      | 1999 JH131 | 13 mai 1999 | Socorro             | LINEAR                        | —         | MPC                           |
| 40310      | 1999 KU4   | 18 mai 1999 | Socorro             | LINEAR                        | —         | MPC                           |
| 40311      | 1999 KH13  | 18 mai 1999 | Socorro             | LINEAR                        | —         | MPC                           |
| 40312      | 1999 KZ13  | 18 mai 1999 | Socorro             | LINEAR                        | —         | MPC                           |
| 40313      | 1999 KV14  | 18 mai 1999 | Socorro             | LINEAR                        | —         | MPC                           |
| 40314      | 1999 KR16  | 16 mai 1999 | La Silla            | A. C. Delsanti, O. R. Hainaut | —         | MPC                           |
| 40315      | 1999 LS    | 4 jun 1999  | Socorro             | LINEAR                        | —         | MPC                           |
| 40316      | 1999 LU4   | 7 jun 1999  | Socorro             | LINEAR                        | —         | MPC                           |
| 40317      | 1999 LO7   | 9 jun 1999  | Catalina            | CSS                           | —         | MPC                           |
| 40318      | 1999 LQ9   | 8 jun 1999  | Socorro             | LINEAR                        | Phocaea   | MPC                           |
| 40319      | 1999 LR11  | 9 jun 1999  | Socorro             | LINEAR                        | —         | MPC                           |
| 40320      | 1999 LP14  | 9 jun 1999  | Socorro             | LINEAR                        | —         | MPC                           |
| 40321      | 1999 LA21  | 9 jun 1999  | Socorro             | LINEAR                        | —         | MPC                           |
| 40322      | 1999 LU23  | 9 jun 1999  | Socorro             | LINEAR                        | —         | MPC                           |
| 40323      | 1999 LF25  | 9 jun 1999  | Socorro             | LINEAR                        | —         | MPC                           |
| 40324      | 1999 LY30  | 12 jun 1999 | Kitt Peak           | Spacewatch                    | —         | MPC                           |
| 40325      | 1999 LW33  | 11 jun 1999 | Catalina            | CSS                           | —         | MPC                           |
| 40326      | 1999 MA    | 18 jun 1999 | Prescott            | P. G. Comba                   | —         | MPC                           |
| 40327      | 1999 MB    | 17 jun 1999 | Reedy Creek         | J. Broughton                  | —         | MPC                           |
| 40328 Dow  | 1999 MK    | 20 jun 1999 | Junk Bond           | D. Healy                      | —         | MPC                           |
| 40329      | 1999 ML    | 20 jun 1999 | Catalina            | CSS                           | —         | MPC                           |
| 40330      | 1999 MN1   | 20 jun 1999 | Anderson Mesa       | LONEOS                        | —         | MPC                           |
| 40331      | 1999 MS1   | 17 jun 1999 | Farpoint            | G. Hug, G. Bell               | —         | MPC                           |
| 40332      | 1999 NK    | 6 jul 1999  | Reedy Creek         | J. Broughton                  | —         | MPC                           |
| 40333      | 1999 NO1   | 12 jul 1999 | Socorro             | LINEAR                        | —         | MPC                           |
| 40334      | 1999 NS4   | 11 jul 1999 | Višnjan Observatory | K. Korlević                   | —         | MPC                           |
| 40335      | 1999 NJ5   | 15 jul 1999 | Višnjan Observatory | K. Korlević                   | —         | MPC                           |
| 40336      | 1999 NG6   | 13 jul 1999 | Socorro             | LINEAR                        | —         | MPC                           |
| 40337      | 1999 NN7   | 13 jul 1999 | Socorro             | LINEAR                        | —         | MPC                           |
| 40338      | 1999 NB8   | 13 jul 1999 | Socorro             | LINEAR                        | —         | MPC                           |
| 40339      | 1999 NF8   | 13 jul 1999 | Socorro             | LINEAR                        | —         | MPC                           |
| 40340      | 1999 NR8   | 13 jul 1999 | Socorro             | LINEAR                        | —         | MPC                           |
| 40341      | 1999 NU8   | 13 jul 1999 | Socorro             | LINEAR                        | —         | MPC                           |
| 40342      | 1999 NB9   | 13 jul 1999 | Socorro             | LINEAR                        | —         | MPC                           |
| 40343      | 1999 NH9   | 13 jul 1999 | Socorro             | LINEAR                        | —         | MPC                           |
| 40344      | 1999 NN9   | 13 jul 1999 | Socorro             | LINEAR                        | —         | MPC                           |
| 40345      | 1999 NT9   | 13 jul 1999 | Socorro             | LINEAR                        | —         | MPC                           |
| 40346      | 1999 ND10  | 13 jul 1999 | Socorro             | LINEAR                        | —         | MPC                           |
| 40347      | 1999 NH10  | 13 jul 1999 | Socorro             | LINEAR                        | —         | MPC                           |
| 40348      | 1999 NO10  | 13 jul 1999 | Socorro             | LINEAR                        | —         | MPC                           |
| 40349      | 1999 NF11  | 13 jul 1999 | Socorro             | LINEAR                        | —         | MPC                           |
| 40350      | 1999 NO11  | 13 jul 1999 | Socorro             | LINEAR                        | —         | MPC                           |
| 40351      | 1999 NZ11  | 13 jul 1999 | Socorro             | LINEAR                        | —         | MPC                           |
| 40352      | 1999 ND12  | 13 jul 1999 | Socorro             | LINEAR                        | —         | MPC                           |
| 40353      | 1999 NB13  | 14 jul 1999 | Socorro             | LINEAR                        | —         | MPC                           |
| 40354      | 1999 NQ15  | 14 jul 1999 | Socorro             | LINEAR                        | —         | MPC                           |
| 40355      | 1999 NH17  | 14 jul 1999 | Socorro             | LINEAR                        | —         | MPC                           |
| 40356      | 1999 NZ17  | 14 jul 1999 | Socorro             | LINEAR                        | —         | MPC                           |
| 40357      | 1999 NM18  | 14 jul 1999 | Socorro             | LINEAR                        | —         | MPC                           |
| 40358      | 1999 ND19  | 14 jul 1999 | Socorro             | LINEAR                        | Mitidika  | MPC                           |
| 40359      | 1999 NT20  | 14 jul 1999 | Socorro             | LINEAR                        | —         | MPC                           |
| 40360      | 1999 NE21  | 14 jul 1999 | Socorro             | LINEAR                        | —         | MPC                           |
| 40361      | 1999 NG21  | 14 jul 1999 | Socorro             | LINEAR                        | —         | MPC                           |
| 40362      | 1999 NY21  | 14 jul 1999 | Socorro             | LINEAR                        | —         | MPC                           |
| 40363      | 1999 NM23  | 14 jul 1999 | Socorro             | LINEAR                        | —         | MPC                           |
| 40364      | 1999 ND24  | 14 jul 1999 | Socorro             | LINEAR                        | —         | MPC                           |
| 40365      | 1999 NE26  | 14 jul 1999 | Socorro             | LINEAR                        | —         | MPC                           |
| 40366      | 1999 NF27  | 14 jul 1999 | Socorro             | LINEAR                        | —         | MPC                           |
| 40367      | 1999 NA28  | 14 jul 1999 | Socorro             | LINEAR                        | —         | MPC                           |
| 40368      | 1999 NS28  | 14 jul 1999 | Socorro             | LINEAR                        | —         | MPC                           |
| 40369      | 1999 NY28  | 14 jul 1999 | Socorro             | LINEAR                        | Mitidika  | MPC                           |
| 40370      | 1999 NZ28  | 14 jul 1999 | Socorro             | LINEAR                        | —         | MPC                           |
| 40371      | 1999 NF30  | 14 jul 1999 | Socorro             | LINEAR                        | —         | MPC                           |
| 40372      | 1999 NG34  | 14 jul 1999 | Socorro             | LINEAR                        | —         | MPC                           |
| 40373      | 1999 NF36  | 14 jul 1999 | Socorro             | LINEAR                        | —         | MPC                           |
| 40374      | 1999 NG36  | 14 jul 1999 | Socorro             | LINEAR                        | —         | MPC                           |
| 40375      | 1999 NO36  | 14 jul 1999 | Socorro             | LINEAR                        | —         | MPC                           |
| 40376      | 1999 NF37  | 14 jul 1999 | Socorro             | LINEAR                        | —         | MPC                           |
| 40377      | 1999 NM39  | 14 jul 1999 | Socorro             | LINEAR                        | —         | MPC                           |
| 40378      | 1999 NW40  | 14 jul 1999 | Socorro             | LINEAR                        | —         | MPC                           |
| 40379      | 1999 NG41  | 14 jul 1999 | Socorro             | LINEAR                        | —         | MPC                           |
| 40380      | 1999 NX42  | 14 jul 1999 | Socorro             | LINEAR                        | —         | MPC                           |
| 40381      | 1999 NK44  | 13 jul 1999 | Socorro             | LINEAR                        | —         | MPC                           |
| 40382      | 1999 NK47  | 13 jul 1999 | Socorro             | LINEAR                        | —         | MPC                           |
| 40383      | 1999 NW47  | 13 jul 1999 | Socorro             | LINEAR                        | —         | MPC                           |
| 40384      | 1999 NC49  | 13 jul 1999 | Socorro             | LINEAR                        | —         | MPC                           |
| 40385      | 1999 NE49  | 13 jul 1999 | Socorro             | LINEAR                        | —         | MPC                           |
| 40386      | 1999 NK49  | 13 jul 1999 | Socorro             | LINEAR                        | —         | MPC                           |
| 40387      | 1999 NL49  | 13 jul 1999 | Socorro             | LINEAR                        | —         | MPC                           |
| 40388      | 1999 NY49  | 13 jul 1999 | Socorro             | LINEAR                        | —         | MPC                           |
| 40389      | 1999 ND50  | 13 jul 1999 | Socorro             | LINEAR                        | —         | MPC                           |
| 40390      | 1999 NR51  | 12 jul 1999 | Socorro             | LINEAR                        | —         | MPC                           |
| 40391      | 1999 NR52  | 12 jul 1999 | Socorro             | LINEAR                        | —         | MPC                           |
| 40392      | 1999 NS53  | 12 jul 1999 | Socorro             | LINEAR                        | —         | MPC                           |
| 40393      | 1999 NW53  | 12 jul 1999 | Socorro             | LINEAR                        | —         | MPC                           |
| 40394      | 1999 NX53  | 12 jul 1999 | Socorro             | LINEAR                        | —         | MPC                           |
| 40395      | 1999 NP54  | 12 jul 1999 | Socorro             | LINEAR                        | —         | MPC                           |
| 40396      | 1999 NT54  | 12 jul 1999 | Socorro             | LINEAR                        | —         | MPC                           |
| 40397      | 1999 NY55  | 12 jul 1999 | Socorro             | LINEAR                        | —         | MPC                           |
| 40398      | 1999 NL57  | 13 jul 1999 | Socorro             | LINEAR                        | —         | MPC                           |
| 40399      | 1999 NW63  | 14 jul 1999 | Socorro             | LINEAR                        | —         | MPC                           |
| 40400      | 1999 NJ64  | 14 jul 1999 | Socorro             | LINEAR                        | —         | MPC                           |

## 40401–40500
| Designação         | Designação | Descoberta  | Descoberta          | Descobridor(es)        | Categoria | Mais informações / Referência |
| Permanente         | Provisória | Data        | Local               | Descobridor(es)        | Categoria | Mais informações / Referência |
| ------------------ | ---------- | ----------- | ------------------- | ---------------------- | --------- | ----------------------------- |
| 40401              | 1999 NS64  | 14 jul 1999 | Socorro             | LINEAR                 | —         | MPC                           |
| 40402              | 1999 NY64  | 14 jul 1999 | Socorro             | LINEAR                 | —         | MPC                           |
| 40403              | 1999 NJ65  | 12 jul 1999 | Socorro             | LINEAR                 | —         | MPC                           |
| 40404              | 1999 OB    | 16 jul 1999 | Višnjan Observatory | K. Korlević            | —         | MPC                           |
| 40405              | 1999 OU    | 17 jul 1999 | Bergisch Gladbach   | W. Bickel              | Eos       | MPC                           |
| 40406              | 1999 OR1   | 16 jul 1999 | Socorro             | LINEAR                 | —         | MPC                           |
| 40407              | 1999 QT2   | 31 ago 1999 | Oohira              | T. Urata               | —         | MPC                           |
| 40408              | 1999 RO2   | 4 set 1999  | Catalina            | CSS                    | —         | MPC                           |
| 40409 Taichikato   | 1999 RS2   | 6 set 1999  | Ceccano             | G. Masi                | —         | MPC                           |
| 40410 Příhoda      | 1999 RJ3   | 4 set 1999  | Ondřejov            | L. Kotková             | —         | MPC                           |
| 40411              | 1999 RM3   | 6 set 1999  | Gekko               | T. Kagawa              | —         | MPC                           |
| 40412              | 1999 RE9   | 4 set 1999  | Kitt Peak           | Spacewatch             | —         | MPC                           |
| 40413              | 1999 RS10  | 7 set 1999  | Socorro             | LINEAR                 | —         | MPC                           |
| 40414              | 1999 RP11  | 7 set 1999  | Socorro             | LINEAR                 | Mitidika  | MPC                           |
| 40415              | 1999 RB13  | 7 set 1999  | Socorro             | LINEAR                 | —         | MPC                           |
| 40416              | 1999 RO14  | 7 set 1999  | Socorro             | LINEAR                 | —         | MPC                           |
| 40417              | 1999 RD16  | 7 set 1999  | Socorro             | LINEAR                 | —         | MPC                           |
| 40418              | 1999 RK19  | 7 set 1999  | Socorro             | LINEAR                 | —         | MPC                           |
| 40419              | 1999 RV20  | 7 set 1999  | Socorro             | LINEAR                 | —         | MPC                           |
| 40420              | 1999 RJ21  | 7 set 1999  | Socorro             | LINEAR                 | —         | MPC                           |
| 40421              | 1999 RZ22  | 7 set 1999  | Socorro             | LINEAR                 | —         | MPC                           |
| 40422              | 1999 RF23  | 7 set 1999  | Socorro             | LINEAR                 | —         | MPC                           |
| 40423              | 1999 RJ23  | 7 set 1999  | Socorro             | LINEAR                 | —         | MPC                           |
| 40424              | 1999 RB24  | 7 set 1999  | Socorro             | LINEAR                 | —         | MPC                           |
| 40425              | 1999 RQ25  | 7 set 1999  | Socorro             | LINEAR                 | —         | MPC                           |
| 40426              | 1999 RV25  | 7 set 1999  | Socorro             | LINEAR                 | Ursula    | MPC                           |
| 40427              | 1999 RN26  | 7 set 1999  | Socorro             | LINEAR                 | —         | MPC                           |
| 40428              | 1999 RZ26  | 7 set 1999  | Socorro             | LINEAR                 | —         | MPC                           |
| 40429              | 1999 RL27  | 7 set 1999  | Višnjan Observatory | K. Korlević            | Phocaea   | MPC                           |
| 40430              | 1999 RL28  | 7 set 1999  | Socorro             | LINEAR                 | —         | MPC                           |
| 40431              | 1999 RK29  | 8 set 1999  | Socorro             | LINEAR                 | —         | MPC                           |
| 40432              | 1999 RW29  | 8 set 1999  | Socorro             | LINEAR                 | —         | MPC                           |
| 40433              | 1999 RQ30  | 8 set 1999  | Socorro             | LINEAR                 | —         | MPC                           |
| 40434              | 1999 RH32  | 9 set 1999  | Višnjan Observatory | K. Korlević            | —         | MPC                           |
| 40435              | 1999 RL32  | 9 set 1999  | Višnjan Observatory | K. Korlević            | —         | MPC                           |
| 40436 Sylviecoyaud | 1999 RQ32  | 10 set 1999 | Campo Catino        | Campo Catino Obs.      | —         | MPC                           |
| 40437              | 1999 RU33  | 6 set 1999  | Farpoint            | G. Bell, G. Hug        | —         | MPC                           |
| 40438              | 1999 RV33  | 6 set 1999  | Farpoint            | G. Bell, G. Hug        | —         | MPC                           |
| 40439              | 1999 RF34  | 9 set 1999  | Višnjan Observatory | K. Korlević            | —         | MPC                           |
| 40440 Dobrovský    | 1999 RU34  | 11 set 1999 | Ondřejov            | P. Pravec, P. Kušnirák | Brangane  | MPC                           |
| 40441 Jungmann     | 1999 RW34  | 11 set 1999 | Ondřejov            | P. Pravec, P. Kušnirák | —         | MPC                           |
| 40442              | 1999 RO35  | 11 set 1999 | Višnjan Observatory | K. Korlević            | —         | MPC                           |
| 40443              | 1999 RU35  | 7 set 1999  | Uccle               | E. W. Elst             | —         | MPC                           |
| 40444 Palacký      | 1999 RV35  | 12 set 1999 | Ondřejov            | P. Pravec, M. Wolf     | —         | MPC                           |
| 40445              | 1999 RY35  | 12 set 1999 | Prescott            | P. G. Comba            | —         | MPC                           |
| 40446              | 1999 RN36  | 12 set 1999 | Črni Vrh            | Črni Vrh               | Phocaea   | MPC                           |
| 40447 Lorenzoni    | 1999 RC37  | 11 set 1999 | Bologna             | San Vittore Obs.       | —         | MPC                           |
| 40448              | 1999 RT37  | 12 set 1999 | Višnjan Observatory | K. Korlević            | —         | MPC                           |
| 40449              | 1999 RV37  | 12 set 1999 | Višnjan Observatory | K. Korlević            | —         | MPC                           |
| 40450              | 1999 RX37  | 12 set 1999 | Višnjan Observatory | K. Korlević            | Brangane  | MPC                           |
| 40451              | 1999 RD38  | 13 set 1999 | Višnjan Observatory | K. Korlević            | —         | MPC                           |
| 40452              | 1999 RV38  | 12 set 1999 | Reedy Creek         | J. Broughton           | —         | MPC                           |
| 40453              | 1999 RX38  | 13 set 1999 | Reedy Creek         | J. Broughton           | —         | MPC                           |
| 40454              | 1999 RY39  | 12 set 1999 | Catalina            | CSS                    | —         | MPC                           |
| 40455              | 1999 RC40  | 12 set 1999 | Catalina            | CSS                    | —         | MPC                           |
| 40456              | 1999 RV41  | 13 set 1999 | Višnjan Observatory | K. Korlević            | —         | MPC                           |
| 40457 Williamkuhn  | 1999 RG43  | 4 set 1999  | OCA-Anza            | M. Collins, M. White   | —         | MPC                           |
| 40458              | 1999 RH43  | 14 set 1999 | Višnjan Observatory | K. Korlević            | —         | MPC                           |
| 40459 Rektorys     | 1999 RK43  | 14 set 1999 | Ondřejov            | P. Pravec, P. Kušnirák | —         | MPC                           |
| 40460              | 1999 RV43  | 15 set 1999 | Višnjan Observatory | K. Korlević            | —         | MPC                           |
| 40461              | 1999 RW43  | 15 set 1999 | Višnjan Observatory | K. Korlević            | Brangane  | MPC                           |
| 40462              | 1999 RC44  | 15 set 1999 | Višnjan Observatory | Višnjan Obs.           | —         | MPC                           |
| 40463 Frankkameny  | 1999 RE44  | 15 set 1999 | Calgary             | G. W. Billings         | —         | MPC                           |
| 40464              | 1999 RM44  | 8 set 1999  | Socorro             | LINEAR                 | —         | MPC                           |
| 40465              | 1999 RQ44  | 14 set 1999 | Višnjan Observatory | K. Korlević            | —         | MPC                           |
| 40466              | 1999 RU44  | 14 set 1999 | Črni Vrh            | Črni Vrh               | Phocaea   | MPC                           |
| 40467              | 1999 RE46  | 7 set 1999  | Socorro             | LINEAR                 | —         | MPC                           |
| 40468              | 1999 RF46  | 7 set 1999  | Socorro             | LINEAR                 | —         | MPC                           |
| 40469              | 1999 RM47  | 7 set 1999  | Socorro             | LINEAR                 | —         | MPC                           |
| 40470              | 1999 RN47  | 7 set 1999  | Socorro             | LINEAR                 | —         | MPC                           |
| 40471              | 1999 RX47  | 7 set 1999  | Socorro             | LINEAR                 | —         | MPC                           |
| 40472              | 1999 RU49  | 7 set 1999  | Socorro             | LINEAR                 | —         | MPC                           |
| 40473              | 1999 RR50  | 7 set 1999  | Socorro             | LINEAR                 | —         | MPC                           |
| 40474              | 1999 RG51  | 7 set 1999  | Socorro             | LINEAR                 | —         | MPC                           |
| 40475              | 1999 RE53  | 7 set 1999  | Socorro             | LINEAR                 | —         | MPC                           |
| 40476              | 1999 RH53  | 7 set 1999  | Socorro             | LINEAR                 | —         | MPC                           |
| 40477              | 1999 RS54  | 7 set 1999  | Socorro             | LINEAR                 | —         | MPC                           |
| 40478              | 1999 RT54  | 7 set 1999  | Socorro             | LINEAR                 | Mitidika  | MPC                           |
| 40479              | 1999 RQ60  | 7 set 1999  | Socorro             | LINEAR                 | —         | MPC                           |
| 40480              | 1999 RK61  | 7 set 1999  | Socorro             | LINEAR                 | —         | MPC                           |
| 40481              | 1999 RQ61  | 7 set 1999  | Socorro             | LINEAR                 | —         | MPC                           |
| 40482              | 1999 RA62  | 7 set 1999  | Socorro             | LINEAR                 | —         | MPC                           |
| 40483              | 1999 RE62  | 7 set 1999  | Socorro             | LINEAR                 | —         | MPC                           |
| 40484              | 1999 RA63  | 7 set 1999  | Socorro             | LINEAR                 | —         | MPC                           |
| 40485              | 1999 RY63  | 7 set 1999  | Socorro             | LINEAR                 | —         | MPC                           |
| 40486              | 1999 RJ64  | 7 set 1999  | Socorro             | LINEAR                 | —         | MPC                           |
| 40487              | 1999 RP66  | 7 set 1999  | Socorro             | LINEAR                 | —         | MPC                           |
| 40488              | 1999 RV66  | 7 set 1999  | Socorro             | LINEAR                 | —         | MPC                           |
| 40489              | 1999 RH67  | 7 set 1999  | Socorro             | LINEAR                 | —         | MPC                           |
| 40490              | 1999 RY67  | 7 set 1999  | Socorro             | LINEAR                 | —         | MPC                           |
| 40491              | 1999 RJ68  | 7 set 1999  | Socorro             | LINEAR                 | —         | MPC                           |
| 40492              | 1999 RO69  | 7 set 1999  | Socorro             | LINEAR                 | —         | MPC                           |
| 40493              | 1999 RD71  | 7 set 1999  | Socorro             | LINEAR                 | —         | MPC                           |
| 40494              | 1999 RG72  | 7 set 1999  | Socorro             | LINEAR                 | —         | MPC                           |
| 40495              | 1999 RQ74  | 7 set 1999  | Socorro             | LINEAR                 | —         | MPC                           |
| 40496              | 1999 RD76  | 7 set 1999  | Socorro             | LINEAR                 | —         | MPC                           |
| 40497              | 1999 RR78  | 7 set 1999  | Socorro             | LINEAR                 | Brangane  | MPC                           |
| 40498              | 1999 RG80  | 7 set 1999  | Socorro             | LINEAR                 | —         | MPC                           |
| 40499              | 1999 RK81  | 7 set 1999  | Socorro             | LINEAR                 | —         | MPC                           |
| 40500              | 1999 RE82  | 7 set 1999  | Socorro             | LINEAR                 | —         | MPC                           |

## 40501–40600
| Designação | Designação | Descoberta | Descoberta | Descobridor(es) | Categoria | Mais informações / Referência |
| Permanente | Provisória | Data       | Local      | Descobridor(es) | Categoria | Mais informações / Referência |
| ---------- | ---------- | ---------- | ---------- | --------------- | --------- | ----------------------------- |
| 40501      | 1999 RM82  | 7 set 1999 | Socorro    | LINEAR          | —         | MPC                           |
| 40502      | 1999 RT82  | 7 set 1999 | Socorro    | LINEAR          | —         | MPC                           |
| 40503      | 1999 RA83  | 7 set 1999 | Socorro    | LINEAR          | —         | MPC                           |
| 40504      | 1999 RC84  | 7 set 1999 | Socorro    | LINEAR          | —         | MPC                           |
| 40505      | 1999 RJ84  | 7 set 1999 | Socorro    | LINEAR          | —         | MPC                           |
| 40506      | 1999 RB86  | 7 set 1999 | Socorro    | LINEAR          | —         | MPC                           |
| 40507      | 1999 RK86  | 7 set 1999 | Socorro    | LINEAR          | —         | MPC                           |
| 40508      | 1999 RU86  | 7 set 1999 | Socorro    | LINEAR          | —         | MPC                           |
| 40509      | 1999 RJ87  | 7 set 1999 | Socorro    | LINEAR          | —         | MPC                           |
| 40510      | 1999 RU87  | 7 set 1999 | Socorro    | LINEAR          | Themis    | MPC                           |
| 40511      | 1999 RE88  | 7 set 1999 | Socorro    | LINEAR          | —         | MPC                           |
| 40512      | 1999 RP88  | 7 set 1999 | Socorro    | LINEAR          | —         | MPC                           |
| 40513      | 1999 RS88  | 7 set 1999 | Socorro    | LINEAR          | —         | MPC                           |
| 40514      | 1999 RC89  | 7 set 1999 | Socorro    | LINEAR          | —         | MPC                           |
| 40515      | 1999 RE89  | 7 set 1999 | Socorro    | LINEAR          | —         | MPC                           |
| 40516      | 1999 RY89  | 7 set 1999 | Socorro    | LINEAR          | —         | MPC                           |
| 40517      | 1999 RA92  | 7 set 1999 | Socorro    | LINEAR          | —         | MPC                           |
| 40518      | 1999 RZ93  | 7 set 1999 | Socorro    | LINEAR          | —         | MPC                           |
| 40519      | 1999 RQ94  | 7 set 1999 | Socorro    | LINEAR          | —         | MPC                           |
| 40520      | 1999 RG95  | 7 set 1999 | Socorro    | LINEAR          | —         | MPC                           |
| 40521      | 1999 RL95  | 7 set 1999 | Socorro    | LINEAR          | —         | MPC                           |
| 40522      | 1999 RT95  | 7 set 1999 | Socorro    | LINEAR          | —         | MPC                           |
| 40523      | 1999 RX95  | 7 set 1999 | Socorro    | LINEAR          | —         | MPC                           |
| 40524      | 1999 RA96  | 7 set 1999 | Socorro    | LINEAR          | —         | MPC                           |
| 40525      | 1999 RO96  | 7 set 1999 | Socorro    | LINEAR          | Mitidika  | MPC                           |
| 40526      | 1999 RV96  | 7 set 1999 | Socorro    | LINEAR          | —         | MPC                           |
| 40527      | 1999 RS98  | 7 set 1999 | Socorro    | LINEAR          | —         | MPC                           |
| 40528      | 1999 RT98  | 7 set 1999 | Socorro    | LINEAR          | —         | MPC                           |
| 40529      | 1999 RC99  | 7 set 1999 | Socorro    | LINEAR          | —         | MPC                           |
| 40530      | 1999 RE99  | 8 set 1999 | Socorro    | LINEAR          | —         | MPC                           |
| 40531      | 1999 RB100 | 8 set 1999 | Socorro    | LINEAR          | —         | MPC                           |
| 40532      | 1999 RY100 | 8 set 1999 | Socorro    | LINEAR          | —         | MPC                           |
| 40533      | 1999 RH102 | 8 set 1999 | Socorro    | LINEAR          | —         | MPC                           |
| 40534      | 1999 RT102 | 8 set 1999 | Socorro    | LINEAR          | —         | MPC                           |
| 40535      | 1999 RG103 | 8 set 1999 | Socorro    | LINEAR          | Phocaea   | MPC                           |
| 40536      | 1999 RL103 | 8 set 1999 | Socorro    | LINEAR          | —         | MPC                           |
| 40537      | 1999 RT103 | 8 set 1999 | Socorro    | LINEAR          | —         | MPC                           |
| 40538      | 1999 RV103 | 8 set 1999 | Socorro    | LINEAR          | —         | MPC                           |
| 40539      | 1999 RL104 | 8 set 1999 | Socorro    | LINEAR          | —         | MPC                           |
| 40540      | 1999 RZ104 | 8 set 1999 | Socorro    | LINEAR          | —         | MPC                           |
| 40541      | 1999 RE106 | 8 set 1999 | Socorro    | LINEAR          | —         | MPC                           |
| 40542      | 1999 RS106 | 8 set 1999 | Socorro    | LINEAR          | —         | MPC                           |
| 40543      | 1999 RZ107 | 8 set 1999 | Socorro    | LINEAR          | —         | MPC                           |
| 40544      | 1999 RA108 | 8 set 1999 | Socorro    | LINEAR          | —         | MPC                           |
| 40545      | 1999 RO109 | 8 set 1999 | Socorro    | LINEAR          | Phocaea   | MPC                           |
| 40546      | 1999 RY109 | 8 set 1999 | Socorro    | LINEAR          | Brangane  | MPC                           |
| 40547      | 1999 RH111 | 9 set 1999 | Socorro    | LINEAR          | Phocaea   | MPC                           |
| 40548      | 1999 RK112 | 9 set 1999 | Socorro    | LINEAR          | —         | MPC                           |
| 40549      | 1999 RP112 | 9 set 1999 | Socorro    | LINEAR          | —         | MPC                           |
| 40550      | 1999 RM113 | 9 set 1999 | Socorro    | LINEAR          | —         | MPC                           |
| 40551      | 1999 RS113 | 9 set 1999 | Socorro    | LINEAR          | —         | MPC                           |
| 40552      | 1999 RX114 | 9 set 1999 | Socorro    | LINEAR          | —         | MPC                           |
| 40553      | 1999 RE115 | 9 set 1999 | Socorro    | LINEAR          | —         | MPC                           |
| 40554      | 1999 RG115 | 9 set 1999 | Socorro    | LINEAR          | —         | MPC                           |
| 40555      | 1999 RM115 | 9 set 1999 | Socorro    | LINEAR          | —         | MPC                           |
| 40556      | 1999 RS115 | 9 set 1999 | Socorro    | LINEAR          | —         | MPC                           |
| 40557      | 1999 RX116 | 9 set 1999 | Socorro    | LINEAR          | Phocaea   | MPC                           |
| 40558      | 1999 RE118 | 9 set 1999 | Socorro    | LINEAR          | —         | MPC                           |
| 40559      | 1999 RO118 | 9 set 1999 | Socorro    | LINEAR          | —         | MPC                           |
| 40560      | 1999 RQ118 | 9 set 1999 | Socorro    | LINEAR          | —         | MPC                           |
| 40561      | 1999 RR118 | 9 set 1999 | Socorro    | LINEAR          | —         | MPC                           |
| 40562      | 1999 RB121 | 9 set 1999 | Socorro    | LINEAR          | —         | MPC                           |
| 40563      | 1999 RZ122 | 9 set 1999 | Socorro    | LINEAR          | —         | MPC                           |
| 40564      | 1999 RZ123 | 9 set 1999 | Socorro    | LINEAR          | —         | MPC                           |
| 40565      | 1999 RD124 | 9 set 1999 | Socorro    | LINEAR          | —         | MPC                           |
| 40566      | 1999 RE124 | 9 set 1999 | Socorro    | LINEAR          | —         | MPC                           |
| 40567      | 1999 RB126 | 9 set 1999 | Socorro    | LINEAR          | —         | MPC                           |
| 40568      | 1999 RF126 | 9 set 1999 | Socorro    | LINEAR          | —         | MPC                           |
| 40569      | 1999 RH128 | 9 set 1999 | Socorro    | LINEAR          | —         | MPC                           |
| 40570      | 1999 RV128 | 9 set 1999 | Socorro    | LINEAR          | —         | MPC                           |
| 40571      | 1999 RD129 | 9 set 1999 | Socorro    | LINEAR          | —         | MPC                           |
| 40572      | 1999 RP129 | 9 set 1999 | Socorro    | LINEAR          | —         | MPC                           |
| 40573      | 1999 RE130 | 9 set 1999 | Socorro    | LINEAR          | —         | MPC                           |
| 40574      | 1999 RO130 | 9 set 1999 | Socorro    | LINEAR          | —         | MPC                           |
| 40575      | 1999 RS130 | 9 set 1999 | Socorro    | LINEAR          | —         | MPC                           |
| 40576      | 1999 RM133 | 9 set 1999 | Socorro    | LINEAR          | Brangane  | MPC                           |
| 40577      | 1999 RQ134 | 9 set 1999 | Socorro    | LINEAR          | —         | MPC                           |
| 40578      | 1999 RT134 | 9 set 1999 | Socorro    | LINEAR          | —         | MPC                           |
| 40579      | 1999 RJ135 | 9 set 1999 | Socorro    | LINEAR          | —         | MPC                           |
| 40580      | 1999 RN135 | 9 set 1999 | Socorro    | LINEAR          | —         | MPC                           |
| 40581      | 1999 RK136 | 9 set 1999 | Socorro    | LINEAR          | —         | MPC                           |
| 40582      | 1999 RC137 | 9 set 1999 | Socorro    | LINEAR          | —         | MPC                           |
| 40583      | 1999 RR137 | 9 set 1999 | Socorro    | LINEAR          | —         | MPC                           |
| 40584      | 1999 RJ140 | 9 set 1999 | Socorro    | LINEAR          | —         | MPC                           |
| 40585      | 1999 RL140 | 9 set 1999 | Socorro    | LINEAR          | —         | MPC                           |
| 40586      | 1999 RZ140 | 9 set 1999 | Socorro    | LINEAR          | —         | MPC                           |
| 40587      | 1999 RB141 | 9 set 1999 | Socorro    | LINEAR          | —         | MPC                           |
| 40588      | 1999 RF141 | 9 set 1999 | Socorro    | LINEAR          | —         | MPC                           |
| 40589      | 1999 RP141 | 9 set 1999 | Socorro    | LINEAR          | —         | MPC                           |
| 40590      | 1999 RQ141 | 9 set 1999 | Socorro    | LINEAR          | —         | MPC                           |
| 40591      | 1999 RR142 | 9 set 1999 | Socorro    | LINEAR          | —         | MPC                           |
| 40592      | 1999 RM143 | 9 set 1999 | Socorro    | LINEAR          | —         | MPC                           |
| 40593      | 1999 RZ144 | 9 set 1999 | Socorro    | LINEAR          | —         | MPC                           |
| 40594      | 1999 RW146 | 9 set 1999 | Socorro    | LINEAR          | —         | MPC                           |
| 40595      | 1999 RY146 | 9 set 1999 | Socorro    | LINEAR          | —         | MPC                           |
| 40596      | 1999 RA148 | 9 set 1999 | Socorro    | LINEAR          | —         | MPC                           |
| 40597      | 1999 RG149 | 9 set 1999 | Socorro    | LINEAR          | —         | MPC                           |
| 40598      | 1999 RM149 | 9 set 1999 | Socorro    | LINEAR          | —         | MPC                           |
| 40599      | 1999 RX150 | 9 set 1999 | Socorro    | LINEAR          | —         | MPC                           |
| 40600      | 1999 RZ150 | 9 set 1999 | Socorro    | LINEAR          | —         | MPC                           |

## 40601–40700
| Designação     | Designação | Descoberta  | Descoberta    | Descobridor(es) | Categoria | Mais informações / Referência |
| Permanente     | Provisória | Data        | Local         | Descobridor(es) | Categoria | Mais informações / Referência |
| -------------- | ---------- | ----------- | ------------- | --------------- | --------- | ----------------------------- |
| 40601          | 1999 RQ151 | 9 set 1999  | Socorro       | LINEAR          | —         | MPC                           |
| 40602          | 1999 RO152 | 9 set 1999  | Socorro       | LINEAR          | —         | MPC                           |
| 40603          | 1999 RD154 | 9 set 1999  | Socorro       | LINEAR          | —         | MPC                           |
| 40604          | 1999 RO154 | 9 set 1999  | Socorro       | LINEAR          | —         | MPC                           |
| 40605          | 1999 RA155 | 9 set 1999  | Socorro       | LINEAR          | —         | MPC                           |
| 40606          | 1999 RR157 | 9 set 1999  | Socorro       | LINEAR          | —         | MPC                           |
| 40607          | 1999 RH158 | 9 set 1999  | Socorro       | LINEAR          | —         | MPC                           |
| 40608          | 1999 RS159 | 9 set 1999  | Socorro       | LINEAR          | —         | MPC                           |
| 40609          | 1999 RD160 | 9 set 1999  | Socorro       | LINEAR          | —         | MPC                           |
| 40610          | 1999 RF160 | 9 set 1999  | Socorro       | LINEAR          | Eos       | MPC                           |
| 40611          | 1999 RS160 | 9 set 1999  | Socorro       | LINEAR          | —         | MPC                           |
| 40612          | 1999 RM162 | 9 set 1999  | Socorro       | LINEAR          | Brangane  | MPC                           |
| 40613          | 1999 RR162 | 9 set 1999  | Socorro       | LINEAR          | —         | MPC                           |
| 40614          | 1999 RW162 | 9 set 1999  | Socorro       | LINEAR          | —         | MPC                           |
| 40615          | 1999 RD163 | 9 set 1999  | Socorro       | LINEAR          | —         | MPC                           |
| 40616          | 1999 RW163 | 9 set 1999  | Socorro       | LINEAR          | —         | MPC                           |
| 40617          | 1999 RZ163 | 9 set 1999  | Socorro       | LINEAR          | —         | MPC                           |
| 40618          | 1999 RG164 | 9 set 1999  | Socorro       | LINEAR          | —         | MPC                           |
| 40619          | 1999 RQ165 | 9 set 1999  | Socorro       | LINEAR          | —         | MPC                           |
| 40620          | 1999 RH168 | 9 set 1999  | Socorro       | LINEAR          | —         | MPC                           |
| 40621          | 1999 RG169 | 9 set 1999  | Socorro       | LINEAR          | —         | MPC                           |
| 40622          | 1999 RY169 | 9 set 1999  | Socorro       | LINEAR          | —         | MPC                           |
| 40623          | 1999 RO170 | 9 set 1999  | Socorro       | LINEAR          | —         | MPC                           |
| 40624          | 1999 RJ171 | 9 set 1999  | Socorro       | LINEAR          | —         | MPC                           |
| 40625          | 1999 RJ172 | 9 set 1999  | Socorro       | LINEAR          | —         | MPC                           |
| 40626          | 1999 RP172 | 9 set 1999  | Socorro       | LINEAR          | —         | MPC                           |
| 40627          | 1999 RJ173 | 9 set 1999  | Socorro       | LINEAR          | —         | MPC                           |
| 40628          | 1999 RV173 | 9 set 1999  | Socorro       | LINEAR          | Koronis   | MPC                           |
| 40629          | 1999 RX173 | 9 set 1999  | Socorro       | LINEAR          | —         | MPC                           |
| 40630          | 1999 RA174 | 9 set 1999  | Socorro       | LINEAR          | —         | MPC                           |
| 40631          | 1999 RX174 | 9 set 1999  | Socorro       | LINEAR          | —         | MPC                           |
| 40632          | 1999 RJ175 | 9 set 1999  | Socorro       | LINEAR          | —         | MPC                           |
| 40633          | 1999 RR177 | 9 set 1999  | Socorro       | LINEAR          | —         | MPC                           |
| 40634          | 1999 RH178 | 9 set 1999  | Socorro       | LINEAR          | —         | MPC                           |
| 40635          | 1999 RV179 | 9 set 1999  | Socorro       | LINEAR          | —         | MPC                           |
| 40636          | 1999 RW179 | 9 set 1999  | Socorro       | LINEAR          | —         | MPC                           |
| 40637          | 1999 RP180 | 9 set 1999  | Socorro       | LINEAR          | —         | MPC                           |
| 40638          | 1999 RS180 | 9 set 1999  | Socorro       | LINEAR          | —         | MPC                           |
| 40639          | 1999 RW180 | 9 set 1999  | Socorro       | LINEAR          | —         | MPC                           |
| 40640          | 1999 RQ181 | 9 set 1999  | Socorro       | LINEAR          | —         | MPC                           |
| 40641          | 1999 RV181 | 9 set 1999  | Socorro       | LINEAR          | —         | MPC                           |
| 40642          | 1999 RW181 | 9 set 1999  | Socorro       | LINEAR          | —         | MPC                           |
| 40643          | 1999 RG182 | 9 set 1999  | Socorro       | LINEAR          | —         | MPC                           |
| 40644          | 1999 RH183 | 9 set 1999  | Socorro       | LINEAR          | —         | MPC                           |
| 40645          | 1999 RS183 | 9 set 1999  | Socorro       | LINEAR          | —         | MPC                           |
| 40646          | 1999 RV184 | 9 set 1999  | Socorro       | LINEAR          | —         | MPC                           |
| 40647          | 1999 RD185 | 9 set 1999  | Socorro       | LINEAR          | —         | MPC                           |
| 40648          | 1999 RO185 | 9 set 1999  | Socorro       | LINEAR          | —         | MPC                           |
| 40649          | 1999 RY186 | 9 set 1999  | Socorro       | LINEAR          | —         | MPC                           |
| 40650          | 1999 RS187 | 9 set 1999  | Socorro       | LINEAR          | —         | MPC                           |
| 40651          | 1999 RJ189 | 9 set 1999  | Socorro       | LINEAR          | —         | MPC                           |
| 40652          | 1999 RP189 | 9 set 1999  | Socorro       | LINEAR          | —         | MPC                           |
| 40653          | 1999 RS190 | 10 set 1999 | Socorro       | LINEAR          | —         | MPC                           |
| 40654          | 1999 RH191 | 11 set 1999 | Socorro       | LINEAR          | —         | MPC                           |
| 40655          | 1999 RM191 | 15 set 1999 | Kitt Peak     | Spacewatch      | —         | MPC                           |
| 40656          | 1999 RY191 | 11 set 1999 | Socorro       | LINEAR          | —         | MPC                           |
| 40657          | 1999 RE192 | 13 set 1999 | Socorro       | LINEAR          | —         | MPC                           |
| 40658          | 1999 RD193 | 13 set 1999 | Socorro       | LINEAR          | —         | MPC                           |
| 40659          | 1999 RK193 | 13 set 1999 | Socorro       | LINEAR          | —         | MPC                           |
| 40660          | 1999 RH194 | 7 set 1999  | Socorro       | LINEAR          | —         | MPC                           |
| 40661          | 1999 RS194 | 7 set 1999  | Socorro       | LINEAR          | —         | MPC                           |
| 40662          | 1999 RD195 | 8 set 1999  | Socorro       | LINEAR          | —         | MPC                           |
| 40663          | 1999 RR195 | 8 set 1999  | Socorro       | LINEAR          | —         | MPC                           |
| 40664          | 1999 RF196 | 8 set 1999  | Socorro       | LINEAR          | —         | MPC                           |
| 40665          | 1999 RE197 | 8 set 1999  | Socorro       | LINEAR          | —         | MPC                           |
| 40666          | 1999 RS197 | 8 set 1999  | Socorro       | LINEAR          | —         | MPC                           |
| 40667          | 1999 RB200 | 8 set 1999  | Socorro       | LINEAR          | —         | MPC                           |
| 40668          | 1999 RX200 | 8 set 1999  | Socorro       | LINEAR          | —         | MPC                           |
| 40669          | 1999 RN201 | 8 set 1999  | Socorro       | LINEAR          | Brangane  | MPC                           |
| 40670          | 1999 RW201 | 8 set 1999  | Socorro       | LINEAR          | —         | MPC                           |
| 40671          | 1999 RE202 | 8 set 1999  | Socorro       | LINEAR          | —         | MPC                           |
| 40672          | 1999 RJ202 | 8 set 1999  | Socorro       | LINEAR          | —         | MPC                           |
| 40673          | 1999 RL203 | 8 set 1999  | Socorro       | LINEAR          | —         | MPC                           |
| 40674          | 1999 RX203 | 8 set 1999  | Socorro       | LINEAR          | —         | MPC                           |
| 40675          | 1999 RU205 | 8 set 1999  | Socorro       | LINEAR          | Brangane  | MPC                           |
| 40676          | 1999 RN206 | 8 set 1999  | Socorro       | LINEAR          | —         | MPC                           |
| 40677          | 1999 RP206 | 8 set 1999  | Socorro       | LINEAR          | —         | MPC                           |
| 40678          | 1999 RY206 | 8 set 1999  | Socorro       | LINEAR          | —         | MPC                           |
| 40679          | 1999 RO207 | 8 set 1999  | Socorro       | LINEAR          | Brangane  | MPC                           |
| 40680          | 1999 RY209 | 8 set 1999  | Socorro       | LINEAR          | —         | MPC                           |
| 40681          | 1999 RL211 | 8 set 1999  | Socorro       | LINEAR          | —         | MPC                           |
| 40682          | 1999 RM211 | 8 set 1999  | Socorro       | LINEAR          | —         | MPC                           |
| 40683          | 1999 RB213 | 9 set 1999  | Socorro       | LINEAR          | —         | MPC                           |
| 40684 Vanhoeck | 1999 RE214 | 8 set 1999  | Uccle         | T. Pauwels      | —         | MPC                           |
| 40685          | 1999 RL217 | 3 set 1999  | Anderson Mesa | LONEOS          | —         | MPC                           |
| 40686          | 1999 RD220 | 4 set 1999  | Anderson Mesa | LONEOS          | —         | MPC                           |
| 40687          | 1999 RS220 | 5 set 1999  | Catalina      | CSS             | —         | MPC                           |
| 40688          | 1999 RL223 | 7 set 1999  | Socorro       | LINEAR          | —         | MPC                           |
| 40689          | 1999 RG224 | 7 set 1999  | Anderson Mesa | LONEOS          | —         | MPC                           |
| 40690          | 1999 RV225 | 4 set 1999  | Catalina      | CSS             | —         | MPC                           |
| 40691          | 1999 RH227 | 5 set 1999  | Catalina      | CSS             | —         | MPC                           |
| 40692          | 1999 RE228 | 8 set 1999  | Catalina      | CSS             | —         | MPC                           |
| 40693          | 1999 RX229 | 8 set 1999  | Catalina      | CSS             | —         | MPC                           |
| 40694          | 1999 RY230 | 8 set 1999  | Catalina      | CSS             | —         | MPC                           |
| 40695          | 1999 RA231 | 8 set 1999  | Catalina      | CSS             | —         | MPC                           |
| 40696          | 1999 RU231 | 9 set 1999  | Anderson Mesa | LONEOS          | —         | MPC                           |
| 40697          | 1999 RZ231 | 9 set 1999  | Anderson Mesa | LONEOS          | —         | MPC                           |
| 40698          | 1999 RT232 | 8 set 1999  | Catalina      | CSS             | —         | MPC                           |
| 40699          | 1999 RB235 | 8 set 1999  | Catalina      | CSS             | —         | MPC                           |
| 40700          | 1999 RF235 | 8 set 1999  | Catalina      | CSS             | —         | MPC                           |

## 40701–40800
| Designação         | Designação | Descoberta  | Descoberta              | Descobridor(es)       | Categoria | Mais informações / Referência |
| Permanente         | Provisória | Data        | Local                   | Descobridor(es)       | Categoria | Mais informações / Referência |
| ------------------ | ---------- | ----------- | ----------------------- | --------------------- | --------- | ----------------------------- |
| 40701              | 1999 RG235 | 8 set 1999  | Catalina                | CSS                   | Eos       | MPC                           |
| 40702              | 1999 RH236 | 8 set 1999  | Catalina                | CSS                   | Phocaea   | MPC                           |
| 40703              | 1999 RR237 | 8 set 1999  | Catalina                | CSS                   | —         | MPC                           |
| 40704              | 1999 RB238 | 8 set 1999  | Catalina                | CSS                   | —         | MPC                           |
| 40705              | 1999 RG239 | 8 set 1999  | Catalina                | CSS                   | —         | MPC                           |
| 40706              | 1999 RO240 | 11 set 1999 | Anderson Mesa           | LONEOS                | Chimaera  | MPC                           |
| 40707              | 1999 RV240 | 11 set 1999 | Anderson Mesa           | LONEOS                | —         | MPC                           |
| 40708              | 1999 RR242 | 4 set 1999  | Anderson Mesa           | LONEOS                | —         | MPC                           |
| 40709              | 1999 RW242 | 4 set 1999  | Anderson Mesa           | LONEOS                | —         | MPC                           |
| 40710              | 1999 RS245 | 7 set 1999  | Anderson Mesa           | LONEOS                | —         | MPC                           |
| 40711              | 1999 RU245 | 7 set 1999  | Anderson Mesa           | LONEOS                | —         | MPC                           |
| 40712              | 1999 RB246 | 7 set 1999  | Anderson Mesa           | LONEOS                | —         | MPC                           |
| 40713              | 1999 RT248 | 7 set 1999  | Kitt Peak               | Spacewatch            | —         | MPC                           |
| 40714              | 1999 RS252 | 8 set 1999  | Socorro                 | LINEAR                | Brangane  | MPC                           |
| 40715              | 1999 RX253 | 7 set 1999  | Socorro                 | LINEAR                | —         | MPC                           |
| 40716              | 1999 SL    | 16 set 1999 | Reedy Creek             | J. Broughton          | —         | MPC                           |
| 40717              | 1999 SC2   | 18 set 1999 | Socorro                 | LINEAR                | —         | MPC                           |
| 40718              | 1999 SU2   | 21 set 1999 | Ondřejov                | L. Kotková            | Ursula    | MPC                           |
| 40719              | 1999 SZ2   | 29 set 1999 | Socorro                 | LINEAR                | —         | MPC                           |
| 40720              | 1999 SL6   | 30 set 1999 | Socorro                 | LINEAR                | —         | MPC                           |
| 40721              | 1999 SM6   | 30 set 1999 | Socorro                 | LINEAR                | —         | MPC                           |
| 40722              | 1999 SO6   | 30 set 1999 | Socorro                 | LINEAR                | —         | MPC                           |
| 40723              | 1999 SF7   | 29 set 1999 | Socorro                 | LINEAR                | —         | MPC                           |
| 40724              | 1999 SY8   | 29 set 1999 | Socorro                 | LINEAR                | Phocaea   | MPC                           |
| 40725              | 1999 SP9   | 30 set 1999 | Stroncone               | Santa Lucia Obs.      | —         | MPC                           |
| 40726              | 1999 SG11  | 30 set 1999 | Catalina                | CSS                   | Brangane  | MPC                           |
| 40727              | 1999 SQ11  | 30 set 1999 | Catalina                | CSS                   | —         | MPC                           |
| 40728              | 1999 SS11  | 30 set 1999 | Catalina                | CSS                   | —         | MPC                           |
| 40729              | 1999 SJ12  | 30 set 1999 | Socorro                 | LINEAR                | —         | MPC                           |
| 40730              | 1999 SY12  | 30 set 1999 | Socorro                 | LINEAR                | —         | MPC                           |
| 40731              | 1999 SB13  | 30 set 1999 | Socorro                 | LINEAR                | —         | MPC                           |
| 40732              | 1999 SC13  | 30 set 1999 | Socorro                 | LINEAR                | —         | MPC                           |
| 40733              | 1999 SM17  | 30 set 1999 | Socorro                 | LINEAR                | —         | MPC                           |
| 40734              | 1999 SB19  | 30 set 1999 | Socorro                 | LINEAR                | —         | MPC                           |
| 40735              | 1999 SU19  | 30 set 1999 | Socorro                 | LINEAR                | —         | MPC                           |
| 40736              | 1999 SD20  | 30 set 1999 | Socorro                 | LINEAR                | Phocaea   | MPC                           |
| 40737              | 1999 SE20  | 30 set 1999 | Socorro                 | LINEAR                | —         | MPC                           |
| 40738              | 1999 SG20  | 30 set 1999 | Socorro                 | LINEAR                | —         | MPC                           |
| 40739              | 1999 SX25  | 30 set 1999 | Catalina                | CSS                   | Phocaea   | MPC                           |
| 40740              | 1999 SF27  | 30 set 1999 | Catalina                | CSS                   | —         | MPC                           |
| 40741              | 1999 TD    | 1 out 1999  | High Point              | D. K. Chesney         | —         | MPC                           |
| 40742              | 1999 TK    | 2 out 1999  | Prescott                | P. G. Comba           | —         | MPC                           |
| 40743              | 1999 TL    | 2 out 1999  | Prescott                | P. G. Comba           | —         | MPC                           |
| 40744              | 1999 TG1   | 1 out 1999  | Višnjan Observatory     | K. Korlević           | —         | MPC                           |
| 40745              | 1999 TN2   | 2 out 1999  | Fountain Hills          | C. W. Juels           | Phocaea   | MPC                           |
| 40746              | 1999 TP2   | 2 out 1999  | Fountain Hills          | C. W. Juels           | —         | MPC                           |
| 40747              | 1999 TK5   | 2 out 1999  | High Point              | D. K. Chesney         | —         | MPC                           |
| 40748              | 1999 TO5   | 1 out 1999  | Višnjan Observatory     | K. Korlević, M. Jurić | —         | MPC                           |
| 40749              | 1999 TP6   | 6 out 1999  | Višnjan Observatory     | K. Korlević, M. Jurić | —         | MPC                           |
| 40750              | 1999 TA7   | 6 out 1999  | Višnjan Observatory     | K. Korlević, M. Jurić | —         | MPC                           |
| 40751              | 1999 TD7   | 6 out 1999  | Višnjan Observatory     | K. Korlević, M. Jurić | —         | MPC                           |
| 40752              | 1999 TO7   | 7 out 1999  | Višnjan Observatory     | K. Korlević, M. Jurić | Phocaea   | MPC                           |
| 40753              | 1999 TK8   | 6 out 1999  | Višnjan Observatory     | K. Korlević, M. Jurić | —         | MPC                           |
| 40754              | 1999 TM8   | 6 out 1999  | Višnjan Observatory     | K. Korlević, M. Jurić | —         | MPC                           |
| 40755              | 1999 TO8   | 6 out 1999  | Višnjan Observatory     | K. Korlević, M. Jurić | —         | MPC                           |
| 40756              | 1999 TQ8   | 7 out 1999  | Višnjan Observatory     | K. Korlević, M. Jurić | —         | MPC                           |
| 40757              | 1999 TS8   | 5 out 1999  | Gekko                   | T. Kagawa             | —         | MPC                           |
| 40758              | 1999 TT8   | 5 out 1999  | Gekko                   | T. Kagawa             | —         | MPC                           |
| 40759              | 1999 TY9   | 6 out 1999  | Dossobuono              | L. Lai                | —         | MPC                           |
| 40760              | 1999 TH11  | 9 out 1999  | Fountain Hills          | C. W. Juels           | —         | MPC                           |
| 40761              | 1999 TT13  | 11 out 1999 | Črni Vrh                | Črni Vrh              | —         | MPC                           |
| 40762              | 1999 TL14  | 11 out 1999 | Višnjan Observatory     | K. Korlević, M. Jurić | —         | MPC                           |
| 40763              | 1999 TS14  | 5 out 1999  | Ondřejov                | P. Kušnirák           | —         | MPC                           |
| 40764 Gerhardiser  | 1999 TA16  | 13 out 1999 | Starkenburg Observatory | Starkenburg Obs.      | —         | MPC                           |
| 40765              | 1999 TF16  | 10 out 1999 | Bédoin                  | P. Antonini           | —         | MPC                           |
| 40766              | 1999 TB17  | 14 out 1999 | Višnjan Observatory     | K. Korlević           | —         | MPC                           |
| 40767              | 1999 TC17  | 14 out 1999 | Višnjan Observatory     | K. Korlević           | —         | MPC                           |
| 40768              | 1999 TZ17  | 10 out 1999 | Xinglong                | SCAP                  | —         | MPC                           |
| 40769              | 1999 TJ18  | 10 out 1999 | Xinglong                | SCAP                  | —         | MPC                           |
| 40770              | 1999 TV18  | 11 out 1999 | Črni Vrh                | Črni Vrh              | —         | MPC                           |
| 40771              | 1999 TP19  | 15 out 1999 | Farra d'Isonzo          | Farra d'Isonzo        | —         | MPC                           |
| 40772              | 1999 TY19  | 14 out 1999 | Xinglong                | SCAP                  | —         | MPC                           |
| 40773              | 1999 TZ19  | 15 out 1999 | Xinglong                | SCAP                  | —         | MPC                           |
| 40774 Iwaigame     | 1999 TH20  | 11 out 1999 | Nanyo                   | T. Okuni              | —         | MPC                           |
| 40775 Kalafina     | 1999 TO20  | 5 out 1999  | Goodricke-Pigott        | R. A. Tucker          | —         | MPC                           |
| 40776 Yeungkwongyu | 1999 TA21  | 7 out 1999  | Goodricke-Pigott        | R. A. Tucker          | —         | MPC                           |
| 40777              | 1999 TM25  | 3 out 1999  | Socorro                 | LINEAR                | —         | MPC                           |
| 40778              | 1999 TV25  | 3 out 1999  | Socorro                 | LINEAR                | —         | MPC                           |
| 40779              | 1999 TY25  | 3 out 1999  | Socorro                 | LINEAR                | —         | MPC                           |
| 40780              | 1999 TB26  | 3 out 1999  | Socorro                 | LINEAR                | Eos       | MPC                           |
| 40781              | 1999 TN26  | 3 out 1999  | Socorro                 | LINEAR                | —         | MPC                           |
| 40782              | 1999 TX26  | 3 out 1999  | Socorro                 | LINEAR                | —         | MPC                           |
| 40783              | 1999 TT28  | 4 out 1999  | Socorro                 | LINEAR                | —         | MPC                           |
| 40784              | 1999 TV28  | 4 out 1999  | Socorro                 | LINEAR                | —         | MPC                           |
| 40785              | 1999 TA29  | 4 out 1999  | Socorro                 | LINEAR                | —         | MPC                           |
| 40786              | 1999 TR30  | 4 out 1999  | Socorro                 | LINEAR                | —         | MPC                           |
| 40787              | 1999 TV30  | 4 out 1999  | Socorro                 | LINEAR                | Phocaea   | MPC                           |
| 40788              | 1999 TK31  | 4 out 1999  | Socorro                 | LINEAR                | Ursula    | MPC                           |
| 40789              | 1999 TW31  | 4 out 1999  | Socorro                 | LINEAR                | —         | MPC                           |
| 40790              | 1999 TP32  | 4 out 1999  | Socorro                 | LINEAR                | —         | MPC                           |
| 40791              | 1999 TO33  | 4 out 1999  | Socorro                 | LINEAR                | —         | MPC                           |
| 40792              | 1999 TY33  | 4 out 1999  | Socorro                 | LINEAR                | —         | MPC                           |
| 40793              | 1999 TZ33  | 4 out 1999  | Socorro                 | LINEAR                | —         | MPC                           |
| 40794              | 1999 TD36  | 2 out 1999  | Anderson Mesa           | LONEOS                | —         | MPC                           |
| 40795              | 1999 TF36  | 5 out 1999  | Anderson Mesa           | LONEOS                | —         | MPC                           |
| 40796              | 1999 TT36  | 13 out 1999 | Anderson Mesa           | LONEOS                | —         | MPC                           |
| 40797              | 1999 TM37  | 15 out 1999 | Anderson Mesa           | LONEOS                | —         | MPC                           |
| 40798              | 1999 TV37  | 1 out 1999  | Catalina                | CSS                   | —         | MPC                           |
| 40799              | 1999 TW37  | 1 out 1999  | Catalina                | CSS                   | —         | MPC                           |
| 40800              | 1999 TD38  | 1 out 1999  | Catalina                | CSS                   | —         | MPC                           |

## 40801–40900
| Designação | Designação | Descoberta  | Descoberta | Descobridor(es) | Categoria | Mais informações / Referência |
| Permanente | Provisória | Data        | Local      | Descobridor(es) | Categoria | Mais informações / Referência |
| ---------- | ---------- | ----------- | ---------- | --------------- | --------- | ----------------------------- |
| 40801      | 1999 TN38  | 1 out 1999  | Catalina   | CSS             | —         | MPC                           |
| 40802      | 1999 TL39  | 3 out 1999  | Catalina   | CSS             | —         | MPC                           |
| 40803      | 1999 TX39  | 3 out 1999  | Catalina   | CSS             | —         | MPC                           |
| 40804      | 1999 TQ40  | 5 out 1999  | Catalina   | CSS             | —         | MPC                           |
| 40805      | 1999 TW41  | 3 out 1999  | Kitt Peak  | Spacewatch      | —         | MPC                           |
| 40806      | 1999 TX41  | 3 out 1999  | Kitt Peak  | Spacewatch      | —         | MPC                           |
| 40807      | 1999 TQ48  | 4 out 1999  | Kitt Peak  | Spacewatch      | —         | MPC                           |
| 40808      | 1999 TB53  | 6 out 1999  | Kitt Peak  | Spacewatch      | —         | MPC                           |
| 40809      | 1999 TZ57  | 6 out 1999  | Kitt Peak  | Spacewatch      | —         | MPC                           |
| 40810      | 1999 TK63  | 7 out 1999  | Kitt Peak  | Spacewatch      | —         | MPC                           |
| 40811      | 1999 TL63  | 7 out 1999  | Kitt Peak  | Spacewatch      | —         | MPC                           |
| 40812      | 1999 TV63  | 7 out 1999  | Kitt Peak  | Spacewatch      | —         | MPC                           |
| 40813      | 1999 TJ66  | 8 out 1999  | Kitt Peak  | Spacewatch      | Brangane  | MPC                           |
| 40814      | 1999 TY69  | 9 out 1999  | Kitt Peak  | Spacewatch      | —         | MPC                           |
| 40815      | 1999 TY77  | 11 out 1999 | Kitt Peak  | Spacewatch      | —         | MPC                           |
| 40816      | 1999 TX78  | 11 out 1999 | Kitt Peak  | Spacewatch      | —         | MPC                           |
| 40817      | 1999 TT79  | 11 out 1999 | Kitt Peak  | Spacewatch      | —         | MPC                           |
| 40818      | 1999 TR80  | 11 out 1999 | Kitt Peak  | Spacewatch      | —         | MPC                           |
| 40819      | 1999 TT80  | 11 out 1999 | Kitt Peak  | Spacewatch      | —         | MPC                           |
| 40820      | 1999 TY89  | 2 out 1999  | Socorro    | LINEAR          | —         | MPC                           |
| 40821      | 1999 TD90  | 2 out 1999  | Socorro    | LINEAR          | —         | MPC                           |
| 40822      | 1999 TM90  | 2 out 1999  | Socorro    | LINEAR          | —         | MPC                           |
| 40823      | 1999 TU90  | 2 out 1999  | Socorro    | LINEAR          | —         | MPC                           |
| 40824      | 1999 TV90  | 2 out 1999  | Socorro    | LINEAR          | —         | MPC                           |
| 40825      | 1999 TZ90  | 2 out 1999  | Socorro    | LINEAR          | —         | MPC                           |
| 40826      | 1999 TP91  | 2 out 1999  | Socorro    | LINEAR          | —         | MPC                           |
| 40827      | 1999 TT92  | 2 out 1999  | Socorro    | LINEAR          | —         | MPC                           |
| 40828      | 1999 TM93  | 2 out 1999  | Socorro    | LINEAR          | —         | MPC                           |
| 40829      | 1999 TT93  | 2 out 1999  | Socorro    | LINEAR          | —         | MPC                           |
| 40830      | 1999 TV93  | 2 out 1999  | Socorro    | LINEAR          | —         | MPC                           |
| 40831      | 1999 TU94  | 2 out 1999  | Socorro    | LINEAR          | —         | MPC                           |
| 40832      | 1999 TH95  | 2 out 1999  | Socorro    | LINEAR          | —         | MPC                           |
| 40833      | 1999 TJ95  | 2 out 1999  | Socorro    | LINEAR          | —         | MPC                           |
| 40834      | 1999 TL95  | 2 out 1999  | Socorro    | LINEAR          | —         | MPC                           |
| 40835      | 1999 TM95  | 2 out 1999  | Socorro    | LINEAR          | —         | MPC                           |
| 40836      | 1999 TQ95  | 2 out 1999  | Socorro    | LINEAR          | —         | MPC                           |
| 40837      | 1999 TX95  | 2 out 1999  | Socorro    | LINEAR          | —         | MPC                           |
| 40838      | 1999 TY95  | 2 out 1999  | Socorro    | LINEAR          | Eos       | MPC                           |
| 40839      | 1999 TH96  | 2 out 1999  | Socorro    | LINEAR          | —         | MPC                           |
| 40840      | 1999 TS96  | 2 out 1999  | Socorro    | LINEAR          | Brangane  | MPC                           |
| 40841      | 1999 TQ98  | 2 out 1999  | Socorro    | LINEAR          | —         | MPC                           |
| 40842      | 1999 TX98  | 2 out 1999  | Socorro    | LINEAR          | —         | MPC                           |
| 40843      | 1999 TD99  | 2 out 1999  | Socorro    | LINEAR          | —         | MPC                           |
| 40844      | 1999 TS101 | 2 out 1999  | Socorro    | LINEAR          | —         | MPC                           |
| 40845      | 1999 TL102 | 2 out 1999  | Socorro    | LINEAR          | —         | MPC                           |
| 40846      | 1999 TN102 | 2 out 1999  | Socorro    | LINEAR          | —         | MPC                           |
| 40847      | 1999 TU102 | 2 out 1999  | Socorro    | LINEAR          | —         | MPC                           |
| 40848      | 1999 TZ102 | 2 out 1999  | Socorro    | LINEAR          | —         | MPC                           |
| 40849      | 1999 TG103 | 2 out 1999  | Socorro    | LINEAR          | —         | MPC                           |
| 40850      | 1999 TR104 | 3 out 1999  | Socorro    | LINEAR          | —         | MPC                           |
| 40851      | 1999 TZ104 | 3 out 1999  | Socorro    | LINEAR          | —         | MPC                           |
| 40852      | 1999 TX105 | 3 out 1999  | Socorro    | LINEAR          | —         | MPC                           |
| 40853      | 1999 TA106 | 4 out 1999  | Socorro    | LINEAR          | Flora     | MPC                           |
| 40854      | 1999 TU107 | 4 out 1999  | Socorro    | LINEAR          | Phocaea   | MPC                           |
| 40855      | 1999 TG108 | 4 out 1999  | Socorro    | LINEAR          | Brangane  | MPC                           |
| 40856      | 1999 TP108 | 4 out 1999  | Socorro    | LINEAR          | —         | MPC                           |
| 40857      | 1999 TP110 | 4 out 1999  | Socorro    | LINEAR          | —         | MPC                           |
| 40858      | 1999 TR110 | 4 out 1999  | Socorro    | LINEAR          | —         | MPC                           |
| 40859      | 1999 TX111 | 4 out 1999  | Socorro    | LINEAR          | —         | MPC                           |
| 40860      | 1999 TQ113 | 4 out 1999  | Socorro    | LINEAR          | —         | MPC                           |
| 40861      | 1999 TR113 | 4 out 1999  | Socorro    | LINEAR          | —         | MPC                           |
| 40862      | 1999 TB114 | 4 out 1999  | Socorro    | LINEAR          | —         | MPC                           |
| 40863      | 1999 TL115 | 4 out 1999  | Socorro    | LINEAR          | —         | MPC                           |
| 40864      | 1999 TO115 | 4 out 1999  | Socorro    | LINEAR          | Brangane  | MPC                           |
| 40865      | 1999 TH116 | 4 out 1999  | Socorro    | LINEAR          | —         | MPC                           |
| 40866      | 1999 TU117 | 4 out 1999  | Socorro    | LINEAR          | —         | MPC                           |
| 40867      | 1999 TD118 | 4 out 1999  | Socorro    | LINEAR          | —         | MPC                           |
| 40868      | 1999 TM118 | 4 out 1999  | Socorro    | LINEAR          | —         | MPC                           |
| 40869      | 1999 TN118 | 4 out 1999  | Socorro    | LINEAR          | —         | MPC                           |
| 40870      | 1999 TQ119 | 4 out 1999  | Socorro    | LINEAR          | —         | MPC                           |
| 40871      | 1999 TS120 | 4 out 1999  | Socorro    | LINEAR          | —         | MPC                           |
| 40872      | 1999 TB121 | 4 out 1999  | Socorro    | LINEAR          | —         | MPC                           |
| 40873      | 1999 TL121 | 4 out 1999  | Socorro    | LINEAR          | —         | MPC                           |
| 40874      | 1999 TL122 | 4 out 1999  | Socorro    | LINEAR          | —         | MPC                           |
| 40875      | 1999 TA123 | 4 out 1999  | Socorro    | LINEAR          | —         | MPC                           |
| 40876      | 1999 TH123 | 4 out 1999  | Socorro    | LINEAR          | —         | MPC                           |
| 40877      | 1999 TF124 | 15 out 1999 | Socorro    | LINEAR          | —         | MPC                           |
| 40878      | 1999 TU124 | 4 out 1999  | Socorro    | LINEAR          | —         | MPC                           |
| 40879      | 1999 TX124 | 4 out 1999  | Socorro    | LINEAR          | —         | MPC                           |
| 40880      | 1999 TA125 | 4 out 1999  | Socorro    | LINEAR          | —         | MPC                           |
| 40881      | 1999 TY125 | 4 out 1999  | Socorro    | LINEAR          | —         | MPC                           |
| 40882      | 1999 TZ125 | 4 out 1999  | Socorro    | LINEAR          | —         | MPC                           |
| 40883      | 1999 TB126 | 4 out 1999  | Socorro    | LINEAR          | —         | MPC                           |
| 40884      | 1999 TC126 | 4 out 1999  | Socorro    | LINEAR          | —         | MPC                           |
| 40885      | 1999 TS126 | 4 out 1999  | Socorro    | LINEAR          | —         | MPC                           |
| 40886      | 1999 TE127 | 4 out 1999  | Socorro    | LINEAR          | —         | MPC                           |
| 40887      | 1999 TG128 | 4 out 1999  | Socorro    | LINEAR          | —         | MPC                           |
| 40888      | 1999 TW131 | 6 out 1999  | Socorro    | LINEAR          | —         | MPC                           |
| 40889      | 1999 TY132 | 6 out 1999  | Socorro    | LINEAR          | —         | MPC                           |
| 40890      | 1999 TE133 | 6 out 1999  | Socorro    | LINEAR          | —         | MPC                           |
| 40891      | 1999 TH136 | 6 out 1999  | Socorro    | LINEAR          | —         | MPC                           |
| 40892      | 1999 TY136 | 6 out 1999  | Socorro    | LINEAR          | Ursula    | MPC                           |
| 40893      | 1999 TL138 | 6 out 1999  | Socorro    | LINEAR          | —         | MPC                           |
| 40894      | 1999 TQ138 | 6 out 1999  | Socorro    | LINEAR          | —         | MPC                           |
| 40895      | 1999 TZ140 | 6 out 1999  | Socorro    | LINEAR          | —         | MPC                           |
| 40896      | 1999 TO141 | 6 out 1999  | Socorro    | LINEAR          | —         | MPC                           |
| 40897      | 1999 TG142 | 7 out 1999  | Socorro    | LINEAR          | —         | MPC                           |
| 40898      | 1999 TP142 | 7 out 1999  | Socorro    | LINEAR          | —         | MPC                           |
| 40899      | 1999 TR142 | 7 out 1999  | Socorro    | LINEAR          | —         | MPC                           |
| 40900      | 1999 TV142 | 7 out 1999  | Socorro    | LINEAR          | —         | MPC                           |

## 40901–41000
| Designação           | Designação | Descoberta  | Descoberta              | Descobridor(es)  | Categoria | Mais informações / Referência |
| Permanente           | Provisória | Data        | Local                   | Descobridor(es)  | Categoria | Mais informações / Referência |
| -------------------- | ---------- | ----------- | ----------------------- | ---------------- | --------- | ----------------------------- |
| 40901                | 1999 TG143 | 7 out 1999  | Socorro                 | LINEAR           | —         | MPC                           |
| 40902                | 1999 TY143 | 7 out 1999  | Socorro                 | LINEAR           | —         | MPC                           |
| 40903                | 1999 TB144 | 7 out 1999  | Socorro                 | LINEAR           | —         | MPC                           |
| 40904                | 1999 TC144 | 7 out 1999  | Socorro                 | LINEAR           | —         | MPC                           |
| 40905                | 1999 TE148 | 7 out 1999  | Socorro                 | LINEAR           | —         | MPC                           |
| 40906                | 1999 TN148 | 7 out 1999  | Socorro                 | LINEAR           | Eos       | MPC                           |
| 40907                | 1999 TF149 | 7 out 1999  | Socorro                 | LINEAR           | —         | MPC                           |
| 40908                | 1999 TW151 | 7 out 1999  | Socorro                 | LINEAR           | —         | MPC                           |
| 40909                | 1999 TR152 | 7 out 1999  | Socorro                 | LINEAR           | —         | MPC                           |
| 40910                | 1999 TS152 | 7 out 1999  | Socorro                 | LINEAR           | —         | MPC                           |
| 40911                | 1999 TU152 | 7 out 1999  | Socorro                 | LINEAR           | —         | MPC                           |
| 40912                | 1999 TX152 | 7 out 1999  | Socorro                 | LINEAR           | —         | MPC                           |
| 40913                | 1999 TZ152 | 7 out 1999  | Socorro                 | LINEAR           | —         | MPC                           |
| 40914                | 1999 TH155 | 7 out 1999  | Socorro                 | LINEAR           | —         | MPC                           |
| 40915                | 1999 TT155 | 7 out 1999  | Socorro                 | LINEAR           | —         | MPC                           |
| 40916                | 1999 TE156 | 7 out 1999  | Socorro                 | LINEAR           | Brangane  | MPC                           |
| 40917 Pauljorden     | 1999 TW156 | 9 out 1999  | Socorro                 | LINEAR           | Ursula    | MPC                           |
| 40918                | 1999 TG158 | 7 out 1999  | Socorro                 | LINEAR           | —         | MPC                           |
| 40919 Johntonry      | 1999 TF162 | 9 out 1999  | Socorro                 | LINEAR           | —         | MPC                           |
| 40920                | 1999 TD171 | 10 out 1999 | Socorro                 | LINEAR           | —         | MPC                           |
| 40921                | 1999 TR171 | 10 out 1999 | Socorro                 | LINEAR           | —         | MPC                           |
| 40922                | 1999 TH172 | 10 out 1999 | Socorro                 | LINEAR           | —         | MPC                           |
| 40923                | 1999 TB173 | 10 out 1999 | Socorro                 | LINEAR           | Brangane  | MPC                           |
| 40924                | 1999 TB174 | 10 out 1999 | Socorro                 | LINEAR           | —         | MPC                           |
| 40925                | 1999 TL174 | 10 out 1999 | Socorro                 | LINEAR           | —         | MPC                           |
| 40926                | 1999 TQ177 | 10 out 1999 | Socorro                 | LINEAR           | —         | MPC                           |
| 40927                | 1999 TZ185 | 12 out 1999 | Socorro                 | LINEAR           | —         | MPC                           |
| 40928                | 1999 TB187 | 12 out 1999 | Socorro                 | LINEAR           | —         | MPC                           |
| 40929                | 1999 TB188 | 12 out 1999 | Socorro                 | LINEAR           | —         | MPC                           |
| 40930                | 1999 TJ189 | 12 out 1999 | Socorro                 | LINEAR           | —         | MPC                           |
| 40931                | 1999 TX189 | 12 out 1999 | Socorro                 | LINEAR           | —         | MPC                           |
| 40932                | 1999 TF191 | 12 out 1999 | Socorro                 | LINEAR           | Brangane  | MPC                           |
| 40933                | 1999 TP192 | 12 out 1999 | Socorro                 | LINEAR           | —         | MPC                           |
| 40934                | 1999 TJ194 | 12 out 1999 | Socorro                 | LINEAR           | —         | MPC                           |
| 40935                | 1999 TO195 | 12 out 1999 | Socorro                 | LINEAR           | —         | MPC                           |
| 40936                | 1999 TP200 | 13 out 1999 | Socorro                 | LINEAR           | —         | MPC                           |
| 40937                | 1999 TQ200 | 13 out 1999 | Socorro                 | LINEAR           | —         | MPC                           |
| 40938                | 1999 TO205 | 13 out 1999 | Socorro                 | LINEAR           | —         | MPC                           |
| 40939                | 1999 TU209 | 14 out 1999 | Socorro                 | LINEAR           | Brangane  | MPC                           |
| 40940                | 1999 TZ209 | 14 out 1999 | Socorro                 | LINEAR           | —         | MPC                           |
| 40941                | 1999 TS211 | 15 out 1999 | Socorro                 | LINEAR           | —         | MPC                           |
| 40942                | 1999 TZ212 | 15 out 1999 | Socorro                 | LINEAR           | —         | MPC                           |
| 40943                | 1999 TT213 | 15 out 1999 | Socorro                 | LINEAR           | —         | MPC                           |
| 40944                | 1999 TJ216 | 15 out 1999 | Socorro                 | LINEAR           | —         | MPC                           |
| 40945                | 1999 TX216 | 15 out 1999 | Socorro                 | LINEAR           | Eos       | MPC                           |
| 40946                | 1999 TK217 | 15 out 1999 | Socorro                 | LINEAR           | —         | MPC                           |
| 40947                | 1999 TJ218 | 15 out 1999 | Socorro                 | LINEAR           | —         | MPC                           |
| 40948                | 1999 TH228 | 2 out 1999  | Socorro                 | LINEAR           | —         | MPC                           |
| 40949                | 1999 TQ228 | 2 out 1999  | Catalina                | CSS              | —         | MPC                           |
| 40950                | 1999 TQ229 | 5 out 1999  | Catalina                | CSS              | —         | MPC                           |
| 40951                | 1999 TO230 | 4 out 1999  | Anderson Mesa           | LONEOS           | —         | MPC                           |
| 40952                | 1999 TD231 | 5 out 1999  | Catalina                | CSS              | —         | MPC                           |
| 40953                | 1999 TB237 | 3 out 1999  | Catalina                | CSS              | —         | MPC                           |
| 40954                | 1999 TQ238 | 4 out 1999  | Catalina                | CSS              | —         | MPC                           |
| 40955                | 1999 TQ241 | 4 out 1999  | Catalina                | CSS              | —         | MPC                           |
| 40956                | 1999 TZ241 | 4 out 1999  | Catalina                | CSS              | Koronis   | MPC                           |
| 40957                | 1999 TR242 | 4 out 1999  | Catalina                | CSS              | Brangane  | MPC                           |
| 40958                | 1999 TV242 | 4 out 1999  | Catalina                | CSS              | —         | MPC                           |
| 40959                | 1999 TB243 | 4 out 1999  | Anderson Mesa           | LONEOS           | —         | MPC                           |
| 40960                | 1999 TL244 | 7 out 1999  | Catalina                | CSS              | —         | MPC                           |
| 40961                | 1999 TV247 | 8 out 1999  | Catalina                | CSS              | —         | MPC                           |
| 40962                | 1999 TW247 | 8 out 1999  | Catalina                | CSS              | Ursula    | MPC                           |
| 40963                | 1999 TZ247 | 8 out 1999  | Catalina                | CSS              | —         | MPC                           |
| 40964                | 1999 TE248 | 8 out 1999  | Catalina                | CSS              | —         | MPC                           |
| 40965                | 1999 TH249 | 9 out 1999  | Catalina                | CSS              | —         | MPC                           |
| 40966                | 1999 TM250 | 9 out 1999  | Catalina                | CSS              | —         | MPC                           |
| 40967                | 1999 TC251 | 5 out 1999  | Socorro                 | LINEAR           | —         | MPC                           |
| 40968                | 1999 TO254 | 8 out 1999  | Socorro                 | LINEAR           | —         | MPC                           |
| 40969                | 1999 TR258 | 9 out 1999  | Socorro                 | LINEAR           | —         | MPC                           |
| 40970                | 1999 TK261 | 14 out 1999 | Anderson Mesa           | LONEOS           | —         | MPC                           |
| 40971                | 1999 TY264 | 3 out 1999  | Socorro                 | LINEAR           | —         | MPC                           |
| 40972                | 1999 TL267 | 3 out 1999  | Socorro                 | LINEAR           | —         | MPC                           |
| 40973                | 1999 TL269 | 3 out 1999  | Socorro                 | LINEAR           | Brangane  | MPC                           |
| 40974                | 1999 TS269 | 3 out 1999  | Socorro                 | LINEAR           | —         | MPC                           |
| 40975                | 1999 TU269 | 3 out 1999  | Socorro                 | LINEAR           | —         | MPC                           |
| 40976                | 1999 TV272 | 3 out 1999  | Socorro                 | LINEAR           | —         | MPC                           |
| 40977                | 1999 TD279 | 7 out 1999  | Socorro                 | LINEAR           | Brangane  | MPC                           |
| 40978                | 1999 TN279 | 7 out 1999  | Socorro                 | LINEAR           | —         | MPC                           |
| 40979                | 1999 TL280 | 8 out 1999  | Socorro                 | LINEAR           | —         | MPC                           |
| 40980                | 1999 TO282 | 9 out 1999  | Socorro                 | LINEAR           | —         | MPC                           |
| 40981 Stephenholland | 1999 TL284 | 9 out 1999  | Socorro                 | LINEAR           | —         | MPC                           |
| 40982                | 1999 TR285 | 10 out 1999 | Socorro                 | LINEAR           | —         | MPC                           |
| 40983                | 1999 TB286 | 10 out 1999 | Socorro                 | LINEAR           | —         | MPC                           |
| 40984                | 1999 TL288 | 10 out 1999 | Socorro                 | LINEAR           | Brangane  | MPC                           |
| 40985                | 1999 TM288 | 10 out 1999 | Socorro                 | LINEAR           | —         | MPC                           |
| 40986                | 1999 TY292 | 12 out 1999 | Socorro                 | LINEAR           | —         | MPC                           |
| 40987                | 1999 TJ293 | 12 out 1999 | Socorro                 | LINEAR           | Brangane  | MPC                           |
| 40988                | 1999 TN311 | 7 out 1999  | Catalina                | CSS              | —         | MPC                           |
| 40989                | 1999 UO    | 16 out 1999 | Višnjan Observatory     | K. Korlević      | —         | MPC                           |
| 40990                | 1999 UW    | 16 out 1999 | Višnjan Observatory     | K. Korlević      | —         | MPC                           |
| 40991                | 1999 UA1   | 16 out 1999 | Višnjan Observatory     | K. Korlević      | —         | MPC                           |
| 40992                | 1999 UL1   | 18 out 1999 | High Point              | D. K. Chesney    | —         | MPC                           |
| 40993                | 1999 UF2   | 16 out 1999 | Višnjan Observatory     | K. Korlević      | —         | MPC                           |
| 40994 Tekaridake     | 1999 UZ2   | 20 out 1999 | Mishima                 | M. Akiyama       | Phocaea   | MPC                           |
| 40995                | 1999 UC4   | 27 out 1999 | Starkenburg Observatory | Starkenburg Obs. | —         | MPC                           |
| 40996                | 1999 UO5   | 28 out 1999 | Catalina                | CSS              | —         | MPC                           |
| 40997                | 1999 UE6   | 27 out 1999 | Xinglong                | SCAP             | —         | MPC                           |
| 40998                | 1999 US7   | 29 out 1999 | Catalina                | CSS              | —         | MPC                           |
| 40999                | 1999 UU8   | 29 out 1999 | Catalina                | CSS              | —         | MPC                           |
| 41000                | 1999 UB9   | 29 out 1999 | Catalina                | CSS              | —         | MPC                           |